# Transformada de Fourier
Em matemática, a transformada de Fourier é uma transformada integral que expressa uma função em termos de funções de base sinusoidal. Existem diversas variações diretamente relacionadas desta transformada, dependendo do tipo de função a transformar. A transformada de Fourier, epônimo a Jean-Baptiste Joseph Fourier, decompõe uma função temporal (um sinal) em frequências, tal como um acorde de um instrumento musical pode ser expresso como a amplitude (ou volume) das suas notas constituintes. A transformada de Fourier de uma função temporal é uma função de valor complexo da frequência, cujo valor absoluto representa a soma das frequências presente na função original e cujo argumento complexo é a fase de deslocamento da base sinusoidal naquela frequência.
A transformada de Fourier é chamada de representação do domínio da frequência do sinal original. O termo transformada de Fourier refere-se a ambas representações do domínio frequência e à operação matemática que associa a representação domínio frequência a uma função temporal. A transformada de Fourier não é limitada a funções temporais, contudo para fins de convenção, o domínio original é comumente referido como domínio do tempo. Para muitas funções de interesse prático, pode-se definir uma operação de reversão: a transformada inversa de Fourier, também chamada de síntese de Fourier, de um domínio de frequência combina as contribuições de todas as frequências diferentes para a reconstituição de uma função temporal original.
Operações lineares aplicadas em um dos domínios (tempo ou frequência) resultam em operações correspondentes no outro domínio, o que, em certas ocasiões, podem ser mais fáceis de efetuar. A operação de diferenciação no domínio do tempo corresponde à multiplicação na frequência, o que torna mais fácil a análise de equações diferenciais no domínio da frequência. Além disso, a convolução no domínio temporal corresponde à multiplicação ordinária no domínio da frequência. Isso significa que qualquer sistema linear que não varia com o tempo, como um filtro aplicado a um sinal, pode ser expressado de maneira relativamente simples como uma operação nas frequências. Após realizar a operação desejada, a transformação do resultado alterna para o domínio do tempo. A Análise harmônica é o estudo sistemático da relação entre os domínios de tempo e frequência, incluindo os tipos de funções ou operações que são mais "simples" em um ou em outro, e possui ligações profundas a muitas áreas da matemática moderna.

## Definição
Diversas notações são convencionadas para denotar a transformação de Fourier de uma função {\displaystyle \mathrm {f:\mathbb {R} \rightarrow \mathbb {C} } }. Utilizaremos a seguinte representação:
{\displaystyle \mathrm {{\hat {f}}(\omega )\equiv F(\omega )\equiv {\mathcal {F}}\{f(t)\}\ {\overset {\underset {\mathrm {def} }{}}{=}}\int _{-\infty }^{\infty }f(t)\ e^{-i\omega t}\operatorname {d} \!t} {\begin{aligned}&{\mathsf {Transformada\ de\ Fourier\ }}\\&{\mathsf {do\ dominio\ do\ tempo\ }}\end{aligned}}}
{\displaystyle \mathrm {f(t)\equiv {\mathcal {F}}^{-1}\{F(\omega )\}\ {\overset {\underset {\mathrm {def} }{}}{=}}\ {\frac {1}{2\pi }}\int _{-\infty }^{\infty }F(\omega )\ e^{i\omega t}\operatorname {d} \!\omega \omega \equiv 2\pi f} \ {\mathsf {(Frequ{\hat {e}}ncia\ angular)}}}
{\displaystyle \mathrm {{\hat {f}}(\kappa )\equiv F(\kappa )\equiv {\mathcal {F}}\{f(x)\}\ {\overset {\underset {\mathrm {def} }{}}{=}}\int _{-\infty }^{\infty }f(x)\ e^{-i\kappa x}\operatorname {d} \!x} {\begin{aligned}&{\mathsf {Transformada\ de\ Fourier\ }}\\&{\mathsf {do\ dominio\ do\ espaco\ }}\end{aligned}}}
{\displaystyle \mathrm {f(x)\equiv {\mathcal {F}}^{-1}\{F(\kappa )\}\ {\overset {\underset {\mathrm {def} }{}}{=}}\ {\frac {1}{2\pi }}\int _{-\infty }^{\infty }F(\kappa )\ e^{i\kappa x}\operatorname {d} \!\kappa \kappa \equiv {\frac {2\pi }{\lambda }}} \ {\mathsf {(Vetor\ de\ onda)}}}
A afirmação de que {\displaystyle \mathrm {f} } pode ser reconstruída a partir de {\displaystyle \mathrm {\hat {f}} } é conhecida como o teorema da inversão de Fourier e foi introduzido no estudo Analytical Theory of Heat, de Fourier, apesar de que a definição moderna de demonstração teria sido construída muito tempo depois. As funções {\displaystyle \mathrm {f} } e {\displaystyle \mathrm {\hat {f}} } são conhecidas como par integral de Fourier.

## Introdução
Artigo principal: Análise de Fourier
Uma motivação para a transformada de Fourier vêm do estudo da série de Fourier. Nesse estudo, funções complicadas porém periódicas são escritas como o somatório de ondas simples matematicamente representadas por senos e cossenos. A transformada de Fourier é uma extensão da série de Fourier que resulta quando o período da função representada é maximizado, aproximando-se do infinito.

Nos primeiros quadros, uma função é representada por uma série de Fourier: uma combinação linear de senos e cossenos (em azul). As componentes frequência desses senos e cossenos distribuem-se ao longo do espectro de frequência; são representadas como deltas de Dirac no eixo. A representação do domínio da função é o conjunto desses picos nas frequências que aparecem na resolução da função.

Devido às propriedades dos senos e dos cossenos, é possível determinar a amplitude de cada onda da série de Fourier utilizando uma integração. Em muitos casos é desejável usar a identidade de Euler, {\displaystyle \mathrm {e^{\pm i2\pi \phi }\equiv \cos(2\pi \phi )\pm i\operatorname {sen}(2\pi \phi )} }, para escrever a série de Fourier em termos de ondas básicas {\displaystyle \mathrm {e^{i2\pi \phi }} }. Esse procedimento possui a vantagem de simplificar muitas fórmulas envolvidas e provém uma formulação da série de Fourier que relembra a definição utilizada nesse artigo. Reescrevendo senos e cossenos como exponenciais complexas torna necessário que os coeficientes de Fourier sejam valores complexos. A intepretação usual desse número complexo é que ele fornece ambas amplitude (ou tamanho) da onda presente na função e a fase (ou ângulo inicial) da onda. Essas exponenciais complexas algumas vezes possuem "frequências" negativas. Se {\displaystyle \mathrm {\phi } } é medido em segundos, então ambas ondas {\displaystyle \mathrm {e^{i2\pi \phi }} } e {\displaystyle \mathrm {e^{-i2\pi \phi }} } completam um ciclo por segundo mas representam frequências diferentes na transformada de Fourier. Assim, frequência não mais mede o número de ciclos por unidade de tempo, mas ainda possui interpretação similar.
Existe uma forte conexão entre as definições de série de Fourier e a transformada de Fourier para funções {\displaystyle \mathrm {f} } que são zero fora de um intervalo. Para tal função, pode-se calcular sua série de Fourier em qualquer intervalo que inclui os pontos onde {\displaystyle \mathrm {f} } não é identicamente zero. A transformada de Fourier também é definida para tal função. À medida que aumenta-se o comprimento do intervalo em que calcula-se a série de Fourier, então os coeficientes da série de Fourier começam a assemelhar-se à transformada de Fourier e o somatório da série de Fourier de {\displaystyle \mathrm {f} } começa a assemelhar-se à transformada inversa de Fourier. Para explicar isso mais precisamente, suponha que {\displaystyle \mathrm {T} } é suficientemente longo que o intervalo {\displaystyle \mathrm {\left[-{\frac {T}{2}},{\frac {T}{2}}\right]} } contenha o intervalo em que {\displaystyle \mathrm {f} } não seja identicamente zero. Então o n-ésimo termo do coeficiente {\displaystyle \mathrm {C_{n}} } será dado por
{\displaystyle \mathrm {C_{n}={\frac {1}{T}}\int _{-{\frac {T}{2}}}^{\frac {T}{2}}f(t)\ e^{-i\omega _{n}t}\operatorname {d} \!t\ \ \ \ \ \ \ \omega _{n}\equiv n{\frac {2\pi }{T}}} }
Comparando isso com a definição de transformada de Fourier, pode-se deduzir que
{\displaystyle \mathrm {C_{n}={\frac {1}{T}}{\hat {f}}{\Bigl (}{\frac {\omega _{n}}{2\pi }}{\Bigr )}\equiv {\frac {1}{T}}{\hat {f}}{\Bigl (}{\frac {n}{T}}{\Bigr )}} }
desde que {\displaystyle \mathrm {f} } seja nula fora do intervalo {\displaystyle \mathrm {\left[-{\frac {T}{2}},{\frac {T}{2}}\right]} }.
Sob certas condições, a série de Fourier de {\displaystyle \mathrm {f} } pode ser igual à função {\displaystyle \mathrm {f} }. Em outras palavras, {\displaystyle \mathrm {f} } pode ser escrita como
{\displaystyle \mathrm {f(t)=\sum _{n=-\infty }^{\infty }C_{n}\ e^{i\omega _{n}t}\equiv \sum _{n=-\infty }^{\infty }{\hat {f}}{\Bigl (}{\frac {\omega _{n}}{2\pi }}{\Bigr )}\ e^{i\omega _{n}t}{\frac {\Delta \omega _{n}}{2\pi }}} }
onde o segundo somatório é simplesmente o primeiro somatório reescrito, utilizando as definições {\displaystyle \mathrm {\omega _{n}\ {\overset {\underset {\mathrm {def} }{}}{=}}\ n{\frac {2\pi }{T}}} } e {\displaystyle \mathrm {\Delta \omega _{n}\ {\overset {\underset {\mathrm {def} }{}}{=}}\ {\frac {n+1}{T}}-{\frac {n}{T}}} }.
O segundo somatório configura uma soma de Riemann, e à medida em que {\displaystyle \mathrm {T\rightarrow \infty } } ela convergirá para a integral da transformada de Fourier inversa apresentada na seção de Definição.
No estudo da série de Fourier os números {\displaystyle \mathrm {C_{n}} } podem ser interpretados como a "quantidade" da onda presente na série de Fourier de {\displaystyle \mathrm {f} }. Semelhantemente, como visto acima, a transformada de Fourier pode ser vista como a função que mensura o quanto de cada frequência individual encontra-se presente na função {\displaystyle \mathrm {f} }, e pode-se recombinar essas ondas com o uso da transformada inversa de Fourier, reproduzindo a função original.

## Propriedades da transformada de Fourier
Assume-se aqui que {\displaystyle \mathrm {f(t)} }, {\displaystyle \mathrm {g(t)} } e {\displaystyle \mathrm {h(t)} } são funções integráveis: Lebesgue-mensuráveis no domínio {\displaystyle \mathbb {R} } satisfazendo {\displaystyle \mathrm {\int _{-\infty }^{\infty }|f(t)|\operatorname {d} \!t<\infty } }.
Denota-se as transformadas de Fourier destas funções como {\displaystyle \mathrm {{\hat {f}}(\omega )} }, {\displaystyle \mathrm {{\hat {g}}(\omega )} } e {\displaystyle \mathrm {{\hat {h}}(\omega )} }, respectivamente.

### Propriedades básicas
A transformada de Fourier possui as seguintes propriedades básicas:

#### Linearidade ou superposição
Para quaisquer números complexos {\displaystyle \mathrm {a} } e {\displaystyle \mathrm {b} }, se {\displaystyle \mathrm {f(t)=a\ g(t)+b\ h(t)} }, então {\displaystyle \mathrm {{\hat {f}}(\omega )=a\ {\hat {g}}(\omega )+b\ {\hat {h}}(\omega )} \ .}
Demonstração:
Essa demonstração vem direto da propriedade de linearidade da integral.
Seja:
{\displaystyle {\mathcal {F}}\{f(t)\}}={\displaystyle {\mathcal {F}}\{a\ g(t)+b\ h(t)\}}
{\displaystyle =\int _{-\infty }^{\infty }(a\ g(t)+b\ h(t))e^{-it\omega }dt}
{\displaystyle =\int _{-\infty }^{\infty }a\ g(t)e^{-it\omega }dt+\int _{-\infty }^{\infty }b\ h(t)e^{-it\omega }\,dt}
{\displaystyle =a\int _{-\infty }^{\infty }g(t)e^{-it\omega }\,dt+b\int _{-\infty }^{\infty }h(t)e^{-it\omega }\,dt}
{\displaystyle =a\ {\hat {g}}(\omega )+b\ {\hat {h}}(\omega )}

#### Deslocamento no eixo t
Considerando uma função {\displaystyle f(t)} e sua transformada de Fourier {\displaystyle {\mathcal {F}}(\omega )}, então:
{\displaystyle {\mathcal {F}}(\omega ){f(t-a)}=e^{-ia\omega }F(\omega )}
Demonstração:
{\displaystyle {\mathcal {F}}(\omega ){f(t-a)}={\int _{-\infty }^{\infty }f(t-a)e^{-i\omega t}dt}}
{\displaystyle ={\int _{-\infty }^{\infty }f(s)e^{-i\omega (s+a)}ds}}
{\displaystyle ={\int _{-\infty }^{\infty }f(s)e^{-i\omega a}e^{-i\omega s}ds}}
{\displaystyle =e^{-i\omega a}{\int _{-\infty }^{\infty }f(s)e^{-i\omega s}ds}}
{\displaystyle =e^{-i\omega a}F(\omega )}

#### Translação ou deslocamento no tempo
Para qualquer número real {\displaystyle \mathrm {t_{0}} }, se {\displaystyle \mathrm {f(t)=g(t-t_{0})} }, então {\displaystyle \mathrm {{\hat {f}}(\omega )=e^{-i\omega t_{0}}{\hat {g}}(\omega )} \ .}
Demonstração:
{\displaystyle {\mathcal {F}}\{f(t-t_{0})\}=\int _{-\infty }^{\infty }f(t-t_{0})e^{-i\omega t}dt}
Fazendo {\displaystyle s=t-t_{0}} e {\displaystyle t=s+t_{0}}, obtemos:
{\displaystyle {\mathcal {F}}\{f(t-t_{0})\}=\int _{-\infty }^{\infty }f(s)e^{-i\omega (s+t_{0})}ds}
{\displaystyle {\mathcal {F}}\{f(t-t_{0})\}=\int _{-\infty }^{\infty }f(s)e^{-i\omega s}e^{-i\omega t_{0}}ds}
{\displaystyle {\mathcal {F}}\{f(t-t_{0})\}=e^{-i\omega t_{0}}\int _{-\infty }^{\infty }f(s)e^{-i\omega s}ds}
{\displaystyle {\mathcal {F}}\{f(t-t_{0})\}=e^{-i\omega t_{0}}{\hat {f}}(\omega )}

#### Modulação ou deslocamento na frequência
Para qualquer número real {\displaystyle \omega _{0}}, se {\displaystyle \mathrm {f(t)=e^{i\omega _{0}t}g(t)} }, então {\displaystyle \mathrm {{\hat {f}}(\omega )={\hat {g}}(\omega -\omega _{0})} \ .}
Demonstração:
Seja:
{\displaystyle {\mathcal {F}}\{f(t)\}}={\displaystyle {\mathcal {F}}\{e^{it\omega _{0}}g(t)\}}
{\displaystyle =\int _{-\infty }^{\infty }e^{it\omega _{0}}g(t)e^{-it\omega }\,dt}
{\displaystyle =\int _{-\infty }^{\infty }g(t)e^{-it(\omega -\omega _{0})}\,dt}
Usando a definição de Transformada de Fourier:
{\displaystyle ={\hat {g}}(\omega -\omega _{0})}

#### Mudança de escala
Para um número real {\displaystyle \mathrm {a} } não-nulo, se {\displaystyle \mathrm {f(t)=g(at)} }, então {\displaystyle \mathrm {{\hat {f}}(\omega )={\frac {1}{|a|}}{\hat {g}}{\Bigl (}{\frac {\omega }{a}}{\Bigr )}} }.
O caso {\displaystyle \mathrm {a=-1} } leva à propriedade da inversão temporal, a qual afirma: se {\displaystyle \mathrm {g(t)=h(-t)} }, então {\displaystyle \mathrm {{\hat {g}}(\omega )={\hat {h}}(-\omega )} }.
Demonstração:
Seja {\displaystyle {\mathcal {F}}\{f(at)\}} {\displaystyle =\int _{-\infty }^{\infty }f(at)e^{-it\omega }\,dt}
Fazendo uma mudança de variável onde {\displaystyle \tau =at}, temos:
{\displaystyle \int _{-\infty }^{\infty }f(\tau )e^{\frac {-i\tau \omega }{a}}\,{\frac {d\tau }{a}}}
Caso 1: {\displaystyle a>0}
Chamando {\displaystyle a} de {\displaystyle |a|}
{\displaystyle ={\frac {1}{|a|}}\int _{-\infty }^{\infty }f(\tau )e^{\frac {-i\tau \omega }{|a|}}\,d\tau }
{\displaystyle ={\frac {1}{|a|}}{\hat {g}}{\Bigl (}{\frac {\omega }{|a|}}{\Bigr )}}
Caso 2: {\displaystyle a<0}
Chamando agora {\displaystyle a} de {\displaystyle -|a|}
{\displaystyle ={\frac {1}{-|a|}}\int _{\infty }^{-\infty }f(\tau )e^{\frac {-i\tau \omega }{-|a|}}\,d\tau }
Trocando {\displaystyle \tau } por {\displaystyle -\tau }
{\displaystyle ={\frac {1}{-|a|}}\int _{-\infty }^{\infty }f(-\tau )e^{\frac {-i\tau \omega }{|a|}}\,d(-\tau )}
{\displaystyle ={\frac {1}{|a|}}\int _{-\infty }^{\infty }f(-\tau )e^{\frac {-i\tau \omega }{|a|}}\,d(\tau )}
Usando a propriedade da inversão temporal:
{\displaystyle {\frac {1}{|a|}}{\hat {g}}{\Bigl (}{\frac {-\omega }{|a|}}{\Bigr )}}
Ou seja, em todos os casos:
{\displaystyle {\mathcal {F}}\{f(at)\}} {\displaystyle ={\frac {1}{|a|}}{\hat {g}}{\Bigl (}{\frac {\omega }{a}}{\Bigr )}}

#### Conjugação
Se {\displaystyle \mathrm {f(t)={\overline {g(t)}}} }, então {\displaystyle \mathrm {{\hat {f}}(\omega )={\overline {{\hat {g}}(-\omega )}}} } ou {\displaystyle \mathrm {{\hat {f}}(-\omega )={\overline {{\hat {g}}(\omega )}}} \ .}
Em particular, se {\displaystyle \mathbb {R} \ni \mathrm {f} }, têm-se a condição de realidade {\displaystyle \mathrm {{\hat {g}}(-\omega )={\overline {{\hat {g}}(\omega )}}} }, ou seja, {\displaystyle \mathrm {f} } é uma função hermitiana.
Por outro lado, se {\displaystyle \mathrm {f} } é puramente imaginária então {\displaystyle \mathrm {{\hat {g}}(-\omega )=-{\overline {{\hat {g}}(\omega )}}} \ .}

#### Integração
Substituindo {\displaystyle \mathrm {\omega =0} } na definição, obtém-se que {\displaystyle \mathrm {{\hat {f}}(0)=\int _{-\infty }^{\infty }f(t)\ dt} }, ou seja, a avaliação da transformada de Fourier na origem corresponde à integral de {\displaystyle \mathrm {f} } sobre todo o eixo.
Assim, {\displaystyle \mathrm {{\mathcal {F}}\{\int _{-\infty }^{t}f(\tau )d\tau \}={\frac {1}{i\omega }}F(\omega )} }, onde {\displaystyle \mathrm {f(t)} } é uma função integrável tal que sua transformada de Fourier {\displaystyle \mathrm {{\hat {f}}(\omega )} } satisfaça {\displaystyle \mathrm {{\hat {f}}(0)=0\ .} }

#### Transformada da derivada
Dada uma função diferenciável {\displaystyle f(t)} tal que {\displaystyle lim_{t\to \ \pm \infty }f(t)=0}
e sua transformada de Fourier {\displaystyle F(w)}, então: {\displaystyle {{\mathcal {F}}\{{f'(t)}\}=i\omega F(\omega )}}
Demonstração: de fato, usando integração por partes temos
{\displaystyle {{\mathcal {F}}\{{f'(t)}\}=\int _{-\infty }^{\infty }f'(t)e^{-i\omega t}dt}}
{\displaystyle =[f(t)e^{-i\omega t}]_{-\infty }^{\infty }-{\int _{-\infty }^{\infty }-i\omega f(t)e^{-i\omega t}dt}}
{\displaystyle =i\omega {\int _{-\infty }^{\infty }f(t)e^{-i\omega t}dt}}
{\displaystyle =i\omega F(\omega )}
Essa propriedade reflete o fato de que a transformada de Fourier decompõe a função {\displaystyle F(t)} em funções do tipo {\displaystyle e^{i\omega t}}, cuja derivada é {\displaystyle i\omega e^{i\omega t}}. De fato está propriedade poderia ter sido deduzida a partir da representação de {\displaystyle f(t)} em sua integral de Fourier, isto é:
{\displaystyle f(t)=\left({\frac {1}{2\pi }}\right){\int _{-\infty }^{\infty }F(\omega )e^{i\omega t}dw}}

#### Simetria e dualidade
Muitas vezes não se pensa em nenhuma unidade como sendo anexada às duas variáveis t e ξ. Mas em aplicações físicas, ξ deve ter unidades inversas às unidades de t. Por exemplo, se t é medido em segundos, ξ deve ser em frequência, para que as fórmulas mostradas aqui sejam válidas. Se a escala de t é alterada e t é medido na unidades de 2π segundos, então ξ deve estar na chamada "frequência angular", ou deve-se inserir algum fator de escala constante em algumas das fórmulas. Se t é medido em unidades de comprimento, ξ deve estar no comprimento inverso. Isto e para afirmar que existem duas cópias da linha real: uma medida em um conjunto de unidades, onde t varia, e outra em unidades inversas às unidades de t, e qual é o intervalo de ξ. Então, essas são duas cópias distintas da linha real e não podem ser identificadas umas com as outras. Portanto, a transformada de Fourier vai de um espaço de funções para um espaço diferente de funções: funções que têm um domínio diferente de definição.
Em geral, ξ deve ser sempre tomado como uma forma linear no espaço de ts, o que equivale a dizer que a segunda linha real é o espaço dual da primeira linha real. Veja o artigo sobre álgebra linear para uma explicação mais formal e para mais detalhes. Este ponto de vista torna-se essencial nas generalizações da transformada de Fourier para grupos gerais de simetria, incluindo o caso das séries de Fourier.
Que não existe uma maneira preferida (muitas vezes, diz-se "não canônico") para comparar as duas cópias da linha real que estão envolvidas na transformada de Fourier — fixar as unidades em uma linha não força a escala das unidades em a outra linha - é a razão para a multiplicidade de convenções rivais sobre a definição da transformada de Fourier. As várias definições resultantes de diferentes escolhas de unidades diferem por várias constantes
Dada uma função f(t) e sua transformada F(w) então :
{\displaystyle f(-\omega )={\frac {1}{2\pi }}{\mathcal {F}}\{F(t)\}}
como antes, porem a alternativa correspondente a inversão da equação deve ser:
{\displaystyle f(t)={\frac {1}{2\pi }}\int _{-\infty }^{\infty }F(\omega )e^{it\omega }\,d\omega .}
Para se obter uma equação com a frequência angular mas mais simétrica entre a transformada de Fourier e a equação de inversão. Comumente se a usa alternativa da transformada de Fourier, com o fator {\displaystyle {\sqrt {2\pi }}} logo:
{\displaystyle {\mathcal {F}}(\omega )={\frac {1}{\sqrt {2\pi }}}\int _{-\infty }^{\infty }f(t)e^{-i\omega t}\,dt,}
e a equação de inversão correspondente:
{\displaystyle f(t)={\frac {1}{\sqrt {2\pi }}}\int _{-\infty }^{\infty }{\mathcal {F}}(\omega )e^{it\omega }\,d\omega .}
Em algumas convenções incomuns, como aquelas empregadas pelo comando FourierTransform da Wolfram Language, a transformada de Fourier tem i no expoente em vez de −i, e vice-versa para a fórmula de inversão. Muitas das identidades que envolvem a transformada de Fourier permanecem válidas naquelas convenções, desde que todos os termos que explicitamente envolvem a substituam por −i.
Por exemplo, na teoria da probabilidade, a função característica ϕ da função de densidade de probabilidade f de uma variável aleatória X de tipo contínuo é definida sem um sinal negativo no exponencial e, como as unidades de x são ignoradas, não há 2π:
{\displaystyle \phi (\lambda )=\int _{-\infty }^{\infty }f(x)e^{i\lambda x}\,dx.}
(Na teoria das probabilidades, e na estatística matemática, o uso da transformada de Fourier-Stieltjes é preferido, porque muitas variáveis aleatórias não são do tipo contínuo, e não possuem uma função de densidade, e é preciso tratar funções de distribuição descontínuas, ou seja, medidas que possuem "átomos".
Do ponto de vista mais elevado dos caracteres do grupo, que é muito mais abstrato, todas essas escolhas arbitrárias desaparecem, como será explicado na seção posterior deste artigo, sobre a noção da transformada de Fourier de uma função em um grupo local compacto abeliano. .

### Continuidade uniforme e o lema de Riemann-Lebesgue

A função retangular e uma integral de Lebesgue

A transformada de Fourier pode ser definida em alguns casos para funções não integráveis, mas as transformadas de Fourier de funções integráveis possuem várias propriedades fortes.
A transformada de Fourier f̂ de qualquer função integrável f é uniformemente contínua e
{\displaystyle \left\|{\hat {f}}\right\|_{\infty }\leq \left\|f\right\|_{1}}
Pelo lema de Riemann-Lebesgue:
{\displaystyle {\hat {f}}(\xi )\to 0{\text{ as }}|\xi |\to \infty .}
No entanto, {\displaystyle {\hat {f}}} não precisa ser integrável. Por exemplo, a transformada de Fourier da função retangular, que é integrável, é a função sinc, que não é integrável de Lebesgue, porque suas integrais impróprias se comportam analogamente à série harmônica alternada, convergindo para uma soma sem ser absolutamente convergente. Geralmente não é possível escrever a transformada inversa como uma integral de Lebesgue. No entanto, quando f e {\displaystyle {\hat {f}}} são integráveis, a igualdade inversa
{\displaystyle f(x)=\int _{-\infty }^{\infty }{\hat {f}}(\xi )e^{2i\pi x\xi }\,d\xi }

A função Sinc, que e a transformada da função retangular, e fixa e continua mas não e uma integral de Lebesgue.

mantém quase todos os lugares. Ou seja, a transformada de Fourier é injetiva em L1(ℝ). (Mas se f é contínuo, então a igualdade vale para todo x.)

### Teorema de Parseval
Artigos principais: Dualidade de Pontryagin, Teorema de Plancherel e Teorema de Parseval.
Seja f(t) uma função real ou complexa e F(w) sua transformada de Fourier, então vale a seguinte identidade:
{\displaystyle \int _{-\infty }^{\infty }\mid f(t)\mid ^{2}dt={\frac {1}{2\pi }}\int _{-\infty }^{\infty }\mid F(\omega )\mid ^{2}d\omega }
Demonstração: Partiremos da representação da função f(t) em sua forma integral de Fourier:
{\displaystyle f(t)={\frac {1}{2\pi }}\int _{-\infty }^{\infty }F(\omega )e^{i\omega t}\,d\omega }
e, consequentemente,
{\displaystyle {\overline {f(t)}}={\frac {1}{2\pi }}\int _{-\infty }^{\infty }{\overline {F(\omega )}}e^{-i\omega t}\,d\omega }
e inserimos essa expressão na integral envolvida:
{\displaystyle {\begin{aligned}\int _{-\infty }^{\infty }\mid f(t)\mid ^{2}dt=&\int _{-\infty }^{\infty }f(t){\overline {f(t)}}dt\\=&{\frac {1}{2\pi }}\int _{-\infty }^{\infty }f(t)\int _{-\infty }^{\infty }{\overline {F(\omega )}}e^{-i\omega t}d\omega dt\\=&{\frac {1}{2\pi }}\int _{-\infty }^{\infty }\int _{-\infty }^{\infty }f(t){\overline {F(\omega )}}e^{-i\omega t}d\omega dt\\=&{\frac {1}{2\pi }}\int _{-\infty }^{\infty }\int _{-\infty }^{\infty }f(t){\overline {F(\omega )}}e^{-i\omega t}dtd\omega \\=&{\frac {1}{2\pi }}\int _{-\infty }^{\infty }{\overline {F(\omega )}}\int _{-\infty }^{\infty }f(t)e^{-i\omega t}dtd\omega \\=&{\frac {1}{2\pi }}\int _{-\infty }^{\infty }{\overline {F(\omega )}}F(\omega )d\omega \\=&{\frac {1}{2\pi }}\int _{-\infty }^{\infty }|F(\omega )|^{2}d\omega \end{aligned}}}
Essa integral está associada ao conceito de energia total de um sinal.

### Princípio da incerteza
No contexto das propriedades da Transformada de Fourier, o Princípio da Incerteza expressa a seguinte estimativa: {\displaystyle \int \limits _{-\infty }^{\infty }\left\vert tf(t)\right\vert ^{2}dt\cdot \int \limits _{-\infty }^{\infty }\left\vert \omega F(\omega )\right\vert ^{2}d\omega \geq {\pi  \over 2}\left\vert \int \limits _{-\infty }^{\infty }\left\vert f(t)\right\vert ^{2}dt\right\vert ^{2}}, válida para uma {\displaystyle f(t)}real que satisfaça {\displaystyle \lim _{t\to \pm \infty }f(t)=0} e que tenha {\displaystyle F(\omega )={\mathcal {F}}\{f(t)\}} como sua transformada de Fourier.
Demonstração:
- Observa-se que:

{\displaystyle \int _{-\infty }^{\infty }\left\vert f(t)\right\vert ^{2}dt=\int _{-\infty }^{\infty }\displaystyle f(t){\overline {f(t)}}dt};
- Integra-se o segundo termo da igualdade acima utilizando o método de integração por partes em que

{\displaystyle u(t)=f(t){\overline {f(t)}}},
{\displaystyle du(t)=f'(t){\overline {f(t)}}+f(t){\overline {f'(t)}}},
{\displaystyle v(t)=t} e {\displaystyle dv(t)=dt}:
{\displaystyle {\begin{aligned}\int _{-\infty }^{\infty }\left\vert f(t)\right\vert ^{2}dt=&-\int _{-\infty }^{\infty }t(f'(t){\overline {f(t)}}+f(t){\overline {f'(t)}})dt\\=&-\int _{-\infty }^{\infty }tf'(t){\overline {f(t)}}dt\\=&-\int _{-\infty }^{\infty }tf(t){\overline {f'(t)}}dt\end{aligned}}};
- Usa-se a desigualdade de Cauchy-Schwarz, definida como

{\displaystyle \left\vert \int f(x)g(x)dx\right\vert \leq \left[\int \left\vert f(x)\right\vert ^{2}dx\cdot \int \left\vert g(x)\right\vert ^{2}dx\right]^{\frac {1}{2}}}:
{\displaystyle \left\vert \int _{-\infty }^{\infty }\left\vert f(t)\right\vert ^{2}dt\right\vert \leq \left\vert \int _{-\infty }^{\infty }t{\overline {f(t)}}f'(t)dt\right\vert +\left\vert \int _{-\infty }^{\infty }tf(t){\overline {f'(t)}}dt\right\vert }
{\displaystyle \left\vert \textstyle \int _{-\infty }^{\infty }\left\vert f(t)\right\vert ^{2}dt\right\vert \leq [\textstyle \int _{-\infty }^{\infty }\left\vert t{\overline {f(t)}}\right\vert ^{2}dt\cdot \textstyle \int _{-\infty }^{\infty }\left\vert f'(t)\right\vert ^{2}dt]^{\frac {1}{2}}+[\textstyle \int _{-\infty }^{\infty }\left\vert tf(t)\right\vert ^{2}dt\cdot \textstyle \int _{-\infty }^{\infty }\left\vert {\overline {f'(t)}}\right\vert ^{2}dt]^{\frac {1}{2}}=2[\textstyle \int _{-\infty }^{\infty }\left\vert tf(t)\right\vert ^{2}dt\cdot \textstyle \int _{-\infty }^{\infty }\left\vert f'(t)\right\vert ^{2}dt]^{\frac {1}{2}}};
- Aplica-se o Teorema de Parseval:

{\displaystyle {\begin{aligned}\left\vert \textstyle \int _{-\infty }^{\infty }\left\vert f(t)\right\vert ^{2}dt\right\vert ^{2}\leq 4\textstyle \int _{-\infty }^{\infty }\left\vert tf(t)\right\vert ^{2}dt\cdot \textstyle \int _{-\infty }^{\infty }\left\vert f'(t)\right\vert ^{2}dt&=4\textstyle \int _{-\infty }^{\infty }\left\vert tf(t)\right\vert ^{2}dt\cdot {\frac {1}{2\pi }}\textstyle \int _{-\infty }^{\infty }\left\vert {\mathcal {F}}\{f'(t)\}\right\vert ^{2}d\omega \\&={\frac {2}{\pi }}\textstyle \int _{-\infty }^{\infty }\left\vert tf(t)\right\vert ^{2}dt\cdot \textstyle \int _{-\infty }^{\infty }\left\vert i\omega F(\omega )\right\vert ^{2}d\omega \end{aligned}}}.
E, finalmente, temos: {\displaystyle \int \limits _{-\infty }^{\infty }\left\vert tf(t)\right\vert ^{2}dt\cdot \int \limits _{-\infty }^{\infty }\left\vert \omega F(\omega )\right\vert ^{2}d\omega \geq {\pi  \over 2}\left\vert \int \limits _{-\infty }^{\infty }\left\vert f(t)\right\vert ^{2}dt\right\vert ^{2}}.

### Diferenciação
Suponha que {\displaystyle \mathrm {f} } seja uma função diferenciável e ambas {\displaystyle \mathrm {f} } e sua derivada {\displaystyle \mathrm {f'} } são integráveis. Então a transformada de Fourier da derivada é dada por:
{\displaystyle \mathrm {{\widehat {f'}}(\omega )=i\omega {\hat {f}}(\omega )} \ .}
Demonstração:
{\displaystyle {\mathcal {F}}\{f'(t)\}=\int _{-\infty }^{\infty }f'(t)e^{-i\omega t}dt}
Por Integração por partes, obtemos:
{\displaystyle {\mathcal {F}}\{f'(t)\}={\big [}f(t)e^{-i\omega t}{\big ]}_{-\infty }^{\infty }-\int _{-\infty }^{\infty }-i\omega f(t)e^{-i\omega t}dt}
Tendo que:
{\displaystyle \lim _{t\to \pm \infty }f(t)=0}
{\displaystyle {\mathcal {F}}\{f'(t)\}=i\omega \int _{-\infty }^{\infty }f(t)e^{-i\omega t}dt}
{\displaystyle {\mathcal {F}}\{f'(t)\}=i\omega {\hat {f}}(\omega )}

Mais amplamente, a transformada de Fourier da n-ésima derivada {\displaystyle \mathrm {f^{(n)}} } é dada por:
{\displaystyle \mathrm {{\widehat {f^{(n)}}}(\omega )=(i\omega )^{n}{\hat {f}}(\omega )} \ .}
Ao aplicar a transformada de Fourier e utilizar tais propriedades, algumas equações diferenciais ordinárias podem ser transformadas em equações algébricas, que possuem complexidade reduzida. Estas propriedades também implicam que "{\displaystyle \mathrm {f} } é suave se, e somente se, {\displaystyle \mathrm {\hat {f}} } decai rapidamente para {\displaystyle \mathrm {0} } quando {\displaystyle |\omega |\rightarrow \infty }". Utilizando a regra análoga para a transformada inversa de Fourier, pode-se dizer que "{\displaystyle \mathrm {f} } decai rapidamente para {\displaystyle \mathrm {0} } quando {\displaystyle \mathrm {|t|\rightarrow \infty } } se, e somente se, {\displaystyle \mathrm {\hat {f}} } é suave".

#### Derivada da transformada
{\displaystyle \mathrm {i^{n}{\frac {d^{n}}{d\omega ^{n}}}{\mathcal {F}}\left\{f(t)\right\}={\mathcal {F}}\left\{t^{n}\ f(t)\right\}} }

### Teorema da convolução
A transformada de Fourier translada entre convolução e multiplicação de funções. Se {\displaystyle \mathrm {g(t)} } e {\displaystyle \mathrm {h(t)} } são funções integráveis com as transformadas de Fourier {\displaystyle \mathrm {{\hat {g}}(\omega )} } e {\displaystyle \mathrm {{\hat {h}}(\omega )} }, respectivamente, então a transformada de Fourier da convolução é dada pelo produto das transformadas de Fourier {\displaystyle \mathrm {{\hat {g}}(\omega )} } e {\displaystyle \mathrm {{\hat {h}}(\omega )} }.
Isso significa que, se
{\displaystyle \mathrm {f(t)=g(t)*h(t)=\int _{-\infty }^{\infty }g(\nu )h(t-\nu )d\nu } }
então
{\displaystyle \mathrm {{\hat {f}}(\omega )={\hat {g}}(\omega )\cdot {\hat {h}}} }
Em sistemas lineares invariantes no tempo, é comum interpretar {\displaystyle \mathrm {h(t)} } como a resposta ao impulso do sistema com {\displaystyle \mathrm {g(t)} } como entrada e {\displaystyle \mathrm {f(t)} } como a saída, já que substituindo a unidade de impulso por {\displaystyle \mathrm {g(t)} } obtém-se {\displaystyle \mathrm {f(t)=h(t)} }. Neste caso, {\displaystyle \mathrm {{\hat {h}}(\omega )} } representa a frequência de resposta do sistema.

### Fenômeno de Gibbs

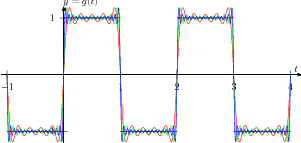
Fenômeno de Gibbs: Análise de Fourier: Um Livro Colaborativo

A convergência das somas parciais da série de Fourier de uma função suave por partes em torno de um salto apresenta oscilações cujas amplitudes não convergem para zero. A convergência ponto a ponto acontece, no entanto ao analisar o valor absoluto da diferença entre a função e a soma parcial tem-se que o valor é aproximadamente 8,9% da amplitude do salto.
Se {\displaystyle \mathrm {f(t)} } é T-periódico e suave por partes e possui uma descontinuidade por salto, então {\displaystyle \mathrm {MAX{\Bigg |}f(t)-f_{N}(t){\Bigg |}\thickapprox 8.9\%} } da amplitude do salto, onde {\displaystyle \mathrm {t\in [0,T]} } e
{\displaystyle \mathrm {f_{N}(t)={\frac {a_{0}}{2}}+\sum _{n=1}^{N}a_{n}\ cos(\omega _{n}t)+\sum _{n=1}^{N}b_{n}\ sen(\omega _{n}t)\ .} }
Esse fenômeno é chamado de fenômeno de Gibbs.

### Diagramas de espectro

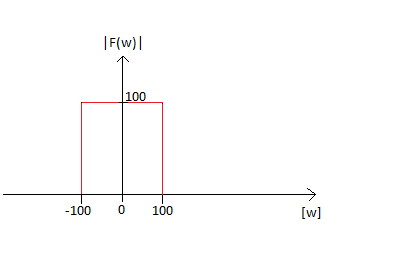
Diagrama espectro de magnitude da transformada de Fourier de uma sinal

Diagrama de espectro da transformada de Fourier é a representação gráfica da transformada de Fourier {\displaystyle \mathrm {G(\omega )} } associadas a uma função {\displaystyle \mathrm {g(t)} }. Da mesma forma como o diagrama de espectro da série de Fourier se divide em amplitude e fase, o diagrama de espectro da transformada de Fourier se divide em magnitude e em fase. Ou seja, o gráfico de {\displaystyle \mathrm {|G(\omega )|} } e a diagrama de Magnitude e o gráfico de {\displaystyle \mathrm {\phi (\omega )} } e o diagrama de fase, onde {\displaystyle \mathrm {G(\omega )=|G(\omega )|e^{i\phi (\omega )}\ .} }

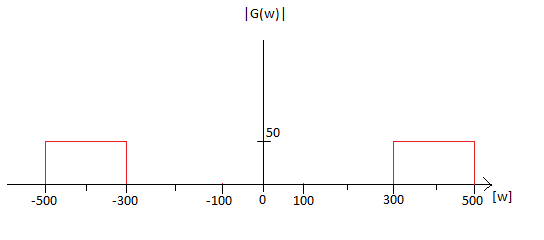
Diagrama de magnitude de

Quando a transformada de uma função apresenta algum componente imaginário, para melhor analise dessa transformada é feito o diagrama da fase para mais informações da função analisada. Com os dois diagramas é possível ter informações a mais da função sem ver ela escrita seja de forma exponencial ou trigonométrica. A fase é calculada como {\displaystyle \phi {\bigl (}\omega {\bigr )}=\arctan \left({\frac {A}{B}}\right)} (considerando A a componente imaginaria e B a componente real da função resultante da transformada) sendo usualmente representada de [-π ,π].
{\displaystyle h(t)=te^{-t^{2}}}
{\displaystyle {\mathcal {F}}\{h(t)\}=H{\bigl (}\omega {\bigr )}=-i\omega {\frac {\sqrt {\pi }}{2}}e^{-{\tfrac {\omega ^{2}}{4}}}}

## Representações da transformada de Fourier

### Forma trigonométrica
A forma exponencial da transformada de Fourier é definida como {\displaystyle F(w)={\mathcal {F}}\left\{f(t)\right\}=\int \limits _{-\infty }^{\infty }f(t)e^{-iwt}dt}.
Sendo uma função real, é possível separar em parcela real e imaginaria da transformada de Fourier:
{\displaystyle F(w)={\mathcal {F}}\left\{f(t)\right\}=\int \limits _{-\infty }^{\infty }f(t)e^{-iwt}dt}
{\displaystyle F(w)=\int \limits _{-\infty }^{\infty }f(t)(\cos(wt)-isen(wt))dt}
{\displaystyle F(w)=\int \limits _{-\infty }^{\infty }f(t)\cos(wt)dt-i\int \limits _{-\infty }^{\infty }f(t)sen(wt)dt}
{\displaystyle F(w)=A(w)-iB(w)}
Assim, {\displaystyle A(w)=\int \limits _{-\infty }^{\infty }f(t)cos(wt)dt} e {\displaystyle B(w)=\int \limits _{-\infty }^{\infty }f(t)sen(wt)dt}
Com esta definição pode-se escrever a função como:
{\displaystyle f(t)={\frac {1}{2\pi }}\int \limits _{-\infty }^{\infty }F(w)e^{iwt}dw}
{\displaystyle f(t)={\frac {1}{2\pi }}\int \limits _{-\infty }^{\infty }(A(w)-iB(w))(cos(wt)+isen(wt))dw}
{\displaystyle f(t)={\frac {1}{2\pi }}\int \limits _{-\infty }^{\infty }(A(w)cos(wt)+B(w)sen(wt))dw+{\frac {i}{2\pi }}\int \limits _{-\infty }^{\infty }(A(w)sen(wt)-B(w)cos(wt))dw}
Sendo A(w) uma função par e B(w) uma função ímpar, temos:
{\displaystyle f(t)={\frac {1}{\pi }}\int \limits _{0}^{\infty }(A(w)cos(wt)+B(w)sen(wt))dw}.
Tabela de comparação entre entre as formas trigonométricas e exponencial das séries e transformadas de Fourier:
|                         | Forma exponencial                                                                      | Forma trigonométrica                                                                                         |
| ----------------------- | -------------------------------------------------------------------------------------- | --- |
| Séries de Fourier       | {\displaystyle f(t)=\sum _{k=-\infty }^{\infty }C_{n}e^{iwt}}                          | {\displaystyle f(t)={\frac {a_{0}}{2}}+\sum _{k=1}^{\infty }(a_{n}cos(w_{n}t)+b_{n}sen(w_{n}t))}             |
| Transformada de Fourier | {\displaystyle f(t)={\frac {1}{2\pi }}\int \limits _{-\infty }^{\infty }F(w)e^{iwt}dw} | {\displaystyle {\displaystyle f(t)={\frac {1}{\pi }}\int \limits _{0}^{\infty }(A(w)cos(wt)+B(w)sen(wt))dw}} |

## Simetria e paridade
O par de funções {\displaystyle \mathrm {f(t)} }e {\displaystyle \mathrm {{\hat {f}}(\omega )} }exibem propriedades interessantes com relação à simetria e à paridade. Por exemplo, se {\displaystyle \mathrm {f(t)} }for uma função par, {\displaystyle \mathrm {{\hat {f}}(\omega )} } também o é. Essas propriedades muitas vezes ajudam na análise e inclusive no cálculo da transformada. Por exemplo, se {\displaystyle \mathrm {f(t)} } for par, o intervalo de integração pode ser alterado para {\displaystyle [0,\ \infty ]}em lugar de {\displaystyle [-\infty ,\ \infty ]}, dobrando-se o valor calculado da integral. Algumas relações importantes estão listadas na tabela abaixo.
| {\displaystyle \mathrm {f(t)} } | {\displaystyle \mathrm {{\hat {f}}(\omega )} } |
| ------------------------------- | ---------------------------------------------- |
| Par                             | Par                                            |
| Ímpar                           | Ímpar                                          |
| Real e par                      | Real e par                                     |
| Real e ímpar                    | Imaginária e ímpar                             |
| Imaginária e par                | Imaginária e par                               |
| Complexa e par                  | Complexa e par                                 |
| Complexa e ímpar                | Complexa e ímpar                               |
| Real e assimétrica              | Complexa e hermitiana                          |
| Imaginária e assimétrica        | Complexa e anti-hermitiana                     |
| Real par + imaginária ímpar     | Real                                           |
| Real ímpar + imaginária par     | Imaginária                                     |

Outro tipo de simetria relaciona-se ao conjugado complexo de {\displaystyle \mathrm {f(t)} }, denotado por {\displaystyle \mathrm {\overline {f(t)}} }, que só tem significado quando {\displaystyle \mathrm {t} } é um número complexo. Se denotarmos a transformada de Fourier de {\displaystyle \mathrm {f(t)} } por {\displaystyle \mathrm {{\hat {f}}(\omega )} }, a transformada de {\displaystyle \mathrm {\overline {f(t)}} } será denotada por {\displaystyle \mathrm {\overline {{\hat {f}}(-\omega )}} }, ou seja, a reflexão com relação ao eixo {\displaystyle \omega }do conjugado de {\displaystyle \mathrm {{\hat {f}}(\omega )} }. Os casos de interesse aparecem na tabela abaixo.
| {\displaystyle \mathrm {f(t)} } | {\displaystyle \mathrm {\overline {{\hat {f}}(-\omega )}} }   |
| ------------------------------- | ------------------------------------------------------------- |
| Real                            | {\displaystyle \mathrm {{\hat {f}}(\omega )} }                |
| Imaginária                      | {\displaystyle \mathrm {-{\hat {f}}(\omega )} }               |
| Par                             | {\displaystyle \mathrm {\overline {{\hat {f}}(\omega )}} }    |
| Ímpar                           | {\displaystyle \mathrm {-{\overline {{\hat {f}}(\omega )}}} } |

A tabela abaixo apresenta propriedades interessantes a partir dos fatos das duas tabelas anteriores.
| {\displaystyle \mathrm {f(t)} } | {\displaystyle \mathrm {{\hat {f}}(\omega )} }                                               |
| --- | -------------------------------------------------------------------------------------------- |
| {\displaystyle \mathrm {f(t)} } | {\displaystyle \mathrm {{\hat {f}}(\omega )} }                                               |
| {\displaystyle \mathrm {\overline {f(t)}} } | {\displaystyle \mathrm {\overline {{\hat {f}}(-\omega )}} }                                  |
| {\displaystyle \mathrm {\overline {f(-t)}} } | {\displaystyle \mathrm {\overline {{\hat {f}}(\omega )}} }                                   |
| {\displaystyle \mathrm {f(-t)} } | {\displaystyle \mathrm {{\hat {f}}(-\omega )} }                                              |
| {\displaystyle \Re [\mathrm {\ f(t)\ } ]} | {\displaystyle \mathrm {\frac {{\hat {f}}(\omega )+{\overline {{\hat {f}}(-\omega )}}}{2}} } |
| {\displaystyle \Im [\mathrm {\ f(t)\ } ]} | {\displaystyle \mathrm {\frac {{\hat {f}}(\omega )-{\overline {{\hat {f}}(-\omega )}}}{2}} } |
| {\displaystyle \mathrm {f(t)+{\overline {f(-t)}}} } | {\displaystyle 2\cdot \Re [\ \mathrm {{\hat {f}}(\omega )} \ ]}                              |
| {\displaystyle \mathrm {f(t)-{\overline {f(-t)}}} } | {\displaystyle 2\cdot \Im [\ \mathrm {{\hat {f}}(\omega )} \ ]}                              |
| Onde: {\displaystyle \Re [\mathrm {\ f(t)\ } ]} é a parte real de {\displaystyle \mathrm {f(t)} } {\displaystyle \Im [\mathrm {\ f(t)\ } ]}é a parte imaginária de {\displaystyle \mathrm {f(t)} } |                                                                                              |

## Aplicações

### Análise de equações diferenciais parciais
Talvez a a aplicação de maior importância da transformada de Fourier seja a resolução de equações diferenciais parciais. Muitas das equações da física matemática do século XIX podem ser tratadas desta maneira. Fourier estudou a equação do calor, a qual em uma dimensão é
{\displaystyle \mathrm {{\partial ^{2}y(x,t) \over \partial x^{2}}={\partial y(x,t) \over \partial t}} }
Contudo, daremos um exemplo de dificuldade levemente maior, a equação da onda em uma dimensão,
{\displaystyle \mathrm {{\partial ^{2}y(x,t) \over \partial x^{2}}={\partial ^{2}y(x,t) \over \partial t^{2}}} }
Aqui, o problema não resume-se a achar uma solução: existem infinitas. A dificuldade reside no chamado "problema de contorno": encontrar uma solução que satisfaça as "condições de contorno"
{\displaystyle \mathrm {y(x,0)=f(x);\ \ \ \ {\partial y(x,0) \over \partial t}=g(x)} }
Aqui, {\displaystyle \mathrm {f(t)} } e {\displaystyle \mathrm {g(t)} } não são funções fornecidas. Para a equação do calor, apenas uma condição de contorno pode ser fornecida(geralmente a primeira). Porém, para a equação da onda, existem infinitas soluções {\displaystyle \mathrm {y(x,t)} } que satisfazem a primeira condição de contorno. Contudo, quando as duas condições são impostas, existe apenas uma solução possível.
A dificuldade de encontrar a transformada de Fourier {\displaystyle \mathrm {\hat {y}} } da solução consiste uma tarefa muito mais simples do que procurar a solução diretamente. Isso acontece porque a transformação gera produtos a partir de diferenciação, e portanto uma equação diferencial parcial aplicada à solução original é transformada em multiplicação por funções polinomiais de duas variáveis aplicada à função transformada. Depois que {\displaystyle \mathrm {\hat {y}} } é determinada, pode-se aplicar a transformada inversa de Fourier com a finalidade de encontrar {\displaystyle \mathrm {y(x,t)} }.
Utilizando a notação
{\displaystyle {\begin{aligned}&\mathrm {Y(\kappa ,t)={\hat {y}}(\kappa ,t)} \\&\mathrm {Y(\kappa ,0)={\hat {f}}(\kappa )} \\&\mathrm {{\frac {d}{dt}}Y(\kappa ,0)={\hat {g}}(\kappa )} \end{aligned}}}
e tomando a transformada de Fourier da equação, temos
{\displaystyle {\begin{aligned}&\mathrm {{\frac {d^{2}}{dt^{2}}}Y(\kappa ,t)+c^{2}\kappa ^{2}Y(\kappa ,t)=0} \\&\mathrm {Y(\kappa ,0)=F(\kappa )} \\&\mathrm {{\frac {d}{dt}}Y(\kappa ,0)=G(\kappa )} \end{aligned}}}
A solução é dada em termos de senos e cossenos:
{\displaystyle \mathrm {Y=Acos(c\kappa t)+B\operatorname {sen}(c\kappa t)} }
Impondo as condições de contorno, tem-se
{\displaystyle {\begin{aligned}&\mathrm {Y(0)=A=F(\kappa )} \\&\mathrm {{\frac {d}{dt}}Y(0)=c\kappa B=G(\kappa )} \end{aligned}}}
Portanto,
{\displaystyle \mathrm {Y=F(\kappa )cos(c\kappa t)+{\frac {G(\kappa )}{c\kappa }}\operatorname {sen}(c\kappa t)\equiv F(\kappa ){\frac {(e^{ic\kappa t}+e^{-ic\kappa t})}{2}}+{\frac {G(\kappa )}{c\kappa }}{\frac {(e^{ic\kappa t}-e^{-ic\kappa t})}{2i}}} \ .}
Tomando a transformada inversa de Fourier, obtém-se
{\displaystyle \mathrm {y(x,t)={\frac {1}{2}}{\biggl (}{\frac {1}{2\pi }}\int _{-\infty }^{\infty }F(\kappa )(e^{i\kappa (x+ct)}+e^{i\kappa (x-ct)})d\kappa {\biggr )}+{\frac {1}{2c}}{\biggl (}{\frac {1}{2\pi }}\int _{-\infty }^{\infty }{\frac {G(\kappa )}{i\kappa }}(e^{i\kappa (x+ct)}-e^{i\kappa (x-ct)})d\kappa {\biggr )}} \ .}
Sabe-se que
{\displaystyle {\begin{aligned}&\mathrm {f(x\pm ct)={\frac {1}{2\pi }}\int _{-\infty }^{\infty }F(\kappa )e^{i\kappa (x\pm ct)}d\kappa } \\&\mathrm {g(x)={\frac {1}{2\pi }}\int _{-\infty }^{\infty }G(\kappa )e^{i\kappa x}d\kappa } \\&e\\&\mathrm {\int _{x-ct}^{x+ct}g(\iota )d\iota ={\frac {1}{2\pi }}\int _{-\infty }^{\infty }{\frac {G(\kappa )}{i\kappa }}(e^{i\kappa (x+ct)}-e^{i\kappa (x-ct)})d\kappa } \end{aligned}}}
Finalmente,
{\displaystyle \mathrm {y(x,t)={\frac {f(x+ct)}{2}}+{\frac {f(x-ct)}{2}}+{\frac {1}{2c}}\int _{x-ct}^{x+ct}g(\iota )d\iota } \ .}

### Espectroscopia
A transformada de Fourier também é utilizada em ressonância magnética nuclear e em outras tipos de espectroscopia, como a infravermelha. Na ressonância magnética nuclear um sinal de decaimento livre induzido em forma exponencial é adquirido no domínio do tempo e Fourier-transformado em uma linha com forma Lorentziana no domínio da frequência. A transformada de Fourier também é aplicada na ressonância magnética por imagem e em espectroscopia de massas. Cientistas usaram a transformação de Fourier como base do algoritmo que pode avaliar os objetivos de um microscópio em apenas alguns momentos, dependendo de uma única imagem. Isso pode ser especialmente valioso para os microscópios automatizados que começaram a aparecer nos laboratórios de pesquisa.
Dentre as aplicações nessa área, a espectrometria no Infravermelho com transformada de Fourier (FT-IR) tem sido utilizada amplamente, porque possibilita que o processo seja realizado de forma mais ágil e sensível quando comparado com os métodos convencionais. Diferentemente da espectrometria no infravermelho usual, na FT-IR, um interferograma é gerado por se fazer uso de dois feixes de radiação eletromagnética, o que proporciona a geração de um sinal por meio da modificação do caminho óptico entre esses feixes.
Podemos converter entre si a distância do comprimento óptico e o valor da frequência de radiação através da seguinte transformada de Fourier:
{\displaystyle I(\delta )=\int _{0}^{+\infty }B({\bar {v}})\cos(2\pi {\bar {v}}\delta )\,d{\bar {v}}}
Onde {\displaystyle I(\delta )} é a intensidade do feixe, {\displaystyle B({\bar {v}})} é a densidade espectral de potência, e {\displaystyle {\bar {v}}} é o número de onda.
Na realidade, esta transformada é dividida em duas partes, e sua outra metade é a equação a seguir:
{\displaystyle I(\delta )=\int _{0}^{+\infty }I(\delta )\cos(2\pi {\bar {v}}\delta )\,d\delta }
As vantagens de utilizar a transformada de Fourier na espectrometria auxiliam a determinar compostos e materiais, como por exemplo filmes finos de carbono amorfo hidrogenado contendo silício e dopados com flúor.

### Mecânica quântica
A transformada de Fourier é útil na Mecânica Quântica de duas maneiras diferentes. Para começar, a Mecânica Quântica postula a existência de pares de variáveis complementares, ligados pelo princípio da incerteza de Heisenberg. Por exemplo, em uma dimensão, a variável espacial q de uma partícula, pode ser apenas medida pelo "operador de posição" à custa de perda de informações sobre o momento {\displaystyle \mathrm {p} } da partícula. Portanto, o estado físico da partícula pode ser descrita por uma função, chamada "função de onda", de {\displaystyle \mathrm {q} } ou por uma função de {\displaystyle \mathrm {p} }, mas não por uma função de duas variáveis. A variável {\displaystyle \mathrm {p} } é chamada de variável conjugada de {\displaystyle \mathrm {q} }. Na Mecânica Clássica, o estado físico de uma partícula (existente em uma dimensão, para simplificação) seria dada atribuindo valores para ambos {\displaystyle \mathrm {p} } e {\displaystyle \mathrm {q} } simultaneamente. Assim, o conjunto de todos os estados físicos possíveis é o espaço vetorial real, bidimensional com um eixo-{\displaystyle \mathrm {p} } e um eixo-{\displaystyle \mathrm {q} }.
Em contraste, a mecânica quântica escolhe uma polarização do espaço escolhendo um subespaço de metade da dimensão, por exemplo, o eixo-{\displaystyle \mathrm {q} }, mas em vez de se considerar apenas os pontos, converte o conjunto de todas as "funções de onda" complexas sobre esse eixo. No entanto, a escolha do eixo-{\displaystyle \mathrm {p} } é uma polarização igualmente válida, obtendo-se uma representação diferente do conjunto de possíveis estados físicos da partícula que está relacionada com a primeira representação pela transformação de Fourier.
{\displaystyle \mathrm {\phi (p)=\int \psi (q)e^{2\pi ipq \over h}dq.} }
Fisicamente estados de realização são {\displaystyle L^{2}} e assim pelo teorema Plancherel, suas transformadas de Fourier também são {\displaystyle L^{2}}. (Nota-se que desde que {\displaystyle \mathrm {q} } é em unidades de distância e {\displaystyle \mathrm {p} } está em unidades de força, a presença da constante de Planck no expoente faz com que o expoente seja adimensional, como deve ser.)
Portanto, a transformada de Fourier pode ser utilizada para passar de um modo de representar o estado da partícula, por uma função posição de onda, para uma outra maneira de representar o estado da partícula: por uma função de impulso de onda. Há infinitas maneiras de polarizações possíveis, e todas são igualmente válidas. Ser capaz de transformar estados de uma representação para outra às vezes é conveniente.
O outro uso da transformada de Fourier na mecânica quântica e na teoria quântica de campos é resolver a equação de onda aplicável. Na mecânica quântica não-relativística, a equação de Schrödinger para uma função de onda variável no tempo em uma dimensão, não sujeita a forças externas, é
{\displaystyle {\partial ^{2} \over \partial x^{2}}\psi (x,t)=\mathrm {i} \hbar {\partial  \over \partial t}\psi (x,t).}
Esta equação é a mesma para a equação do calor, exceto pela presença da unidade imaginária i . Os métodos de Fourier podem ser utilizados para resolver esta equação.
Na presença de um potencial, determinado pela função de energia potencial {\displaystyle \mathrm {V(x)} } a equação torna-se
{\displaystyle {\partial ^{2} \over \partial x^{2}}\psi (x,t)+V(x)\psi (x,t)=\mathrm {i} \hbar {\partial  \over \partial t}\psi (x,t).}
As "soluções elementares", são os chamadas "estados estacionários " da partícula, e o algoritmo de Fourier, ainda pode ser usado para resolver o problema de contorno da evolução {\displaystyle \psi } dado os seus valores em {\displaystyle \mathrm {t=0} }. Nenhuma destas abordagens é de uso muito prático em Mecânica Quântica. Problemas de contorno e a evolução do tempo de uma função de onda não é de grande interesse prático: são os estados estacionários os mais importantes.
Na mecânica quântica relativística, a equação de Schrödinger torna-se uma equação de onda comum na física clássica, a não ser que as ondas de valores complexos sejam consideradas. Um exemplo simples, na ausência de interações com outras partículas ou campos, é a equação unidimensional livre de Klein - Gordon - Schroedinge - Fock , desta vez em unidades adimensionais.
{\displaystyle \left({\partial ^{2} \over \partial x^{2}}+1\right)\psi (x,t)={\partial ^{2} \over \partial t^{2}}\psi (x,t).}
Essa é, do ponto de vista matemático, a mesma que a equação de onda da física clássica resolvida acima (mas com uma onda de valor complexo, que não faz qualquer diferença nos métodos). Isto é de grande utilidade na teoria quântica de campos: cada componente separado de Fourier de uma onda pode ser tratado como um oscilador harmônico separado e, em seguida, quantificado. Procedimento conhecido como "segunda quantização”. Métodos de Fourier foram adaptadas para lidar também com interações não-triviais.

### Processamento de sinais
A transformada de Fourier é aplicada para a análise espectral de séries temporais. O sujeito de processamento estatístico de sinal geralmente não aplica-se, contudo, a transformação de Fourier ao sinal em si. Mesmo se o sinal real é de fato transiente, têm sido encontrado em recomendação prática modelar o sinal por uma função (ou, alternativamente, um processo Estocástico) que é estacionário no sentido que suas propriedades características são constantes no eixo temporal. A transformada de Fourier de tal função não existe no sentido usual, e têm encontrado-se mais útil para a análise de sinais do que aplicar a transformada de Fourier de sua função autocorrelata.
A autocorrelação {\displaystyle \mathrm {R} } de uma função {\displaystyle \mathrm {f} } é definida por
{\displaystyle \mathrm {R_{f}(\tau )=\lim _{T\rightarrow \infty }{\frac {1}{2T}}\int _{-T}^{T}f(t)\ f(t+\tau )\ dt\ .} }
Esta função é uma função do atraso de tempo {\displaystyle \tau } decorre entre os valores de {\displaystyle \mathrm {f} } a serem correlacionados.
Para muitas funções {\displaystyle \mathrm {f} } que ocorrem na prática, {\displaystyle \mathrm {R} } é uma função par do atraso de tempo {\displaystyle \tau } e para típicos sinais que possuem ruídos ela é uniformemente contínua com um máximo em {\displaystyle \mathrm {\tau =0} }.
A função autocorrelação, mais apropriadamente chamada de função de autocovariância a não ser que seja normalizada de alguma maneira apropriada, mensura a força da autocorrelação entre os valores de {\displaystyle \mathrm {f} } separados por um atraso no tempo. Essa é uma maneira de procurar pela autocorrelação de {\displaystyle \mathrm {f} } com o seu próprio passado. Isso é útil para outras tarefas estatísticas além da análise dos sinais. Por exemplo, se {\displaystyle \mathrm {f(t)} } representa a temperatura em um tempo {\displaystyle \mathrm {t} }, espera-se uma forte correlação com a temperatura com um atraso temporal de 24 horas.
Ela possui uma transformada de Fourier,
{\displaystyle \mathrm {P_{f}(\omega )=\int _{-\infty }^{\infty }R_{f}(\tau )\ e^{-i\omega \tau }\ d\tau \ .} }
Esta transformada de Fourier é chamada de função de densidade de potência espectral de {\displaystyle \mathrm {f} }. (A não ser que todas componentes periódicas sejam primeiro filtradas de {\displaystyle \mathrm {f} }, essa integral divergirá, porém é uma tarefa simples filtrar tais periodicidades.)
A potência espectral, como indicada por essa função de densidade {\displaystyle \mathrm {P} }, mede a quantidade de variância contribuída às informações pela frequência {\displaystyle \omega }. Em sinais elétricos, a variância é proporcional à potência media(energia por unidade de tempo), e portanto a potencial espectral descreve o quanto a diferença de frequências contribuem para a potência média do sinal. Este processo é chamado de análise espectral temporal e é análogo à usual análise de variância de informações que não são séries temporais.
Conhecimento de quais frequências são mais "importantes" nesse sentido é crucial para o design apropriado de filtros e para a escolha apropriada de aparatos medidores. Também pode ser útil para a análise científica de fenômenos responsáveis por produzir as informações.
A potência espectral de um sinal pode também ser aproximadamente medido diretamente mensurando a potência média que resta em um sinal depois que frequências externas sejam filtradas e removidas.
Análise espectral também é uma ferramenta de sinais visuais. A potência espectral ignora todas relações de fase, o que é considerado bom para muitos propósitos, mas para sinais de vídeo outros tipos de análise espectral devem ser empregados, ainda utilizando a transformada de Fourier como ferramenta principal.

## Aplicação em aplicativos de música
A transformada de Fourier pode ser usada em aplicativos de celular como por exemplo Shazam . Jean Baptiste Joseph Fourier ao perceber que os sinais complicados poderiam ser representados através da simples soma de uma série de sinais mais simples. Ele escolheu fazer isso por meio da soma de senoides. O aplicativo Shazam, possui um banco de dados com diversas frequências de músicas gravadas, que foram transformadas em somas de senoides através de transformada de Fourier, sendo assim, reconhecer músicas de forma muito rápida.

## Domínio complexo

### Transformada de Laplace
A transformada de Fourier {\displaystyle \mathrm {{\hat {f}}(\omega )} } é relacionada à transformada de Laplace {\displaystyle \mathrm {F(s)} }, a qual também é utilizada para a solução de equações diferenciais e análise de filtros. É provável que uma função {\displaystyle \mathrm {f} } para a qual a integral de Fourier não convirja no eixo {\displaystyle \mathbb {R} } tenha uma transformada de Fourier complexa definida em alguma região do plano {\displaystyle \mathbb {C} }.
Por exemplo, se {\displaystyle \mathrm {f(t)} } é de crescimento exponencial, {\displaystyle \mathrm {|f(t)|<C\ e^{a|t|}} }, para constantes {\displaystyle \mathrm {C} } e {\displaystyle \mathrm {a>0} }, então
{\displaystyle \mathrm {{\hat {f}}(i\tau )=\int _{-\infty }^{\infty }e^{2\pi \tau t}\ f(t)\ dt\ ,} }
convergente para todo {\displaystyle \mathrm {2\pi \tau <-a} }, é a transformada de Laplace bilateral.
A versão mais usual("unilateral") da transformada de Laplace é
{\displaystyle \mathrm {F(s)=\int _{0}^{\infty }f(t)\ e^{-st}\ dt\ .} }
Se {\displaystyle \mathrm {f(t)} } também é causal, então
{\displaystyle \mathrm {{\hat {f}}(i\tau )=F(-2\pi \tau )\ .} }
Além disso, ampliando a transformada de Fourier para o domínio complexo significa incluir a transformada de Laplace como um caso especial{\displaystyle \mathrm {-} }o caso de funções causais{\displaystyle \mathrm {-} }mas com a mudança de variável {\displaystyle \mathrm {s=i\omega \ .} }

### Inversão
Se {\displaystyle \mathrm {\hat {f}} } não possui polos para {\displaystyle \mathrm {a\leqslant \tau \leqslant b} }, então
{\displaystyle \mathrm {\int _{-\infty }^{\infty }{\hat {f}}(\sigma +ia)e^{i\omega t}d\sigma =\int _{-\infty }^{\infty }{\hat {f}}(\sigma +ib)e^{i\omega t}d\sigma } }
pelo teorema da integral de Cauchy. Portanto, a fórmula da inversão de Fourier pode utilizar integração sobre diferentes linhas, paralelas ao eixo {\displaystyle \mathbb {R} }.
Teorema: se {\displaystyle \mathrm {f(t)=0} } para {\displaystyle \mathrm {t<0} } e {\displaystyle \mathrm {|f(t)|<C\ e^{a|t|}} } para algumas constantes {\displaystyle \mathrm {C} } e {\displaystyle \mathrm {a>0\ ,} } então
{\displaystyle \mathrm {f(t)=\int _{-\infty }^{\infty }{\hat {f}}(\sigma +i\tau )e^{i\omega t}d\sigma \ ,} } para qualquer {\displaystyle \mathrm {t<-{\frac {a}{2\pi }}\ .} }
Esse teorema implica na fórmula de inversão de Mellin para a transformação de Laplace,
{\displaystyle \mathrm {f(t)={\frac {1}{2\pi i}}\int _{b-i\infty }^{b+i\infty }F(s)\ e^{st}\ ds\ ,} }
para qualquer {\displaystyle \mathrm {b>a\ ,} } onde {\displaystyle \mathrm {F(s)} } é a transformada de Laplace de {\displaystyle \mathrm {f(t)\ .} }

## Métodos computacionais
O método computacional apropriado depende principalmente de como a função matemática original é representada e da forma desejada de saída("output").
Como a definição fundamental de uma transformada de Fourier é uma integral, funções que podem ser expressadas como expressões de forma fechada("closed-form") são usualmente computadas trabalhando a integral analiticamente para obter uma expressão de forma fechada na variável conjugada como resultado. Este método é utilizado para gerar tabelas de transformadas de Fourier, incluindo aquelas encontradas nas tabelas abaixo.
Muitos sistemas computacionais algébricos como Matlab e Mathematica que são capazes de integração simbólica são capazes de computar as transformadas de Fourier analiticamente. Por exemplo, para computar a transformada de Fourier de {\displaystyle \mathrm {f(t)=e^{-\pi t^{2}}cos(6\pi t)} }, escreve-se int cos(6*pi*t) exp(-pi*t^2) exp(-i*2*pi*f*t) from -inf to inf em Wolfram Alpha.

### Integração numérica de funções de forma fechada
Se a função de entrada está em forma fechada e a função de saída desejada é uma série de pares ordenados sobre um domínio específico, então a transformada de Fourier pode ser gerada através de integração numérica em cada valor da variável conjugada de Fourier(frequência, por exemplo) para qual o valor da variável de saída é desejado. Nota-se que este método requere computar uma integração numérica separada para cada valor de frequência para qual o valor da transformada de Fourier é desejada. O método de integração numérica funciona em uma gama mais ampla de funções que o método analítico, porque produz resultados para funções que não possuem integrais de Fourier de forma fechada.

### Integração numérica de uma série de pares ordenados
Se a função de entrada é uma série de pares ordenados(por exemplo, uma série temporal a partir da mensuração de uma variável de saída repetidamente em um intervalo de tempo) então a função de saída deve ser uma série de pares ordenados(por exemplo, um número complexo vs. frequência sobre um domínio especificado de frequências), a não ser que que certas hipóteses e aproximações sejam adotadas, permitindo que a função de saída seja aproximada por uma expressão de forma fechada. No caso geral onde as séries de pares ordenados de entrada são consideradas serem amostras que representam uma função contínua sobre um intervalo (amplitude vs. tempo, por exemplo), a série de pares ordenados que representam a função de saída podem ser obtidos através de integração numérica da informação de entrada sobre o intervalo disponível em cada valor da variável conjugada de Fourier(frequência, por exemplo) para qual o valor da transformada de Fourier é desejada.
Integração numérica explícita sobre os pares ordenados pode trazer o valor de saída da transformada de Fourier para qualquer valor desejado da variável conjugada(frequência, por exemplo), para que um espectro possa ser produzido em qualquer tamanho de passo desejado e em qualquer raio de variável desejável para determinação precisa de amplitudes, frequências e fases. Diferentemente das limitações nos métodos DFT e FFT, integração numérica explícita pode ter qualquer tamanho de passo desejado e computar a transformada de Fourier sobre qualquer raio desejado da variável conjugada(por exemplo, frequência).

### Fórmula de somatório de Poisson (PSF)
A fórmula de somatório de Poisson (PSF) é uma equação que relaciona os coeficientes da série de Fourier de uma função com valores da Transformada de Fourier (que é contínua) da mesma função.
Consequentemente, o somatório periódico de uma função é definido completamente por trechos discretos da Transformada de Fourier da função original. Inversamente, o somatório periódico da Transformada de Fourier de uma função é completamente definido por trechos discretos da função original.
O somatório de Poisson relata que, para funções suficientemente regulares {\displaystyle f},
{\displaystyle \sum _{n}{\hat {f}}(n)=\sum _{n}f(n)}.
Essa expressão possui uma variedade de formas úteis encontradas na literatura, que são obtidas pela aplicação das propriedades de Mudança de Escala e Deslocamento Temporal (no eixo {\displaystyle t}). A fórmula possui aplicações em áreas como engenharia, física e teoria dos números. A representação no domínio da frequência da fórmula de somatório de Poisson é também chamada de Transformada de Fourier de tempo discreto.
A fórmula de somatório de Poisson é geralmente associada com a física em meios condicionados em regime periódico, como no caso do problema da condução de calor em um círculo. A solução fundamental da equação do calor em um círculo é chamada de função teta. Ela é usada na teoria dos números para provar as propriedades de transformação das funções teta, que são um tipo de forma modular, e é mais usualmente relacionada à teoria de formas automórficas, onde ela aparece em um dos lados da fórmula do traço de Selberg.

## Transformada discreta de Fourier
Para uso em computadores, seja para aplicações científicas ou em processamento digital de sinais, é preciso ter valores {\displaystyle x_{k}} discretos. Para isso existe a versão da transformada para funções discretas.
{\displaystyle F(u)={\frac {1}{N}}\sum _{x=0}^{n-1}f(x)e^{\frac {-j2\pi ux}{N}}\quad \quad u=0,\dots ,N-1}.
{\displaystyle f(x)=\sum _{u=0}^{n-1}F(u)e^{\frac {j2\pi ux}{N}}\quad \quad u=0,\dots ,N-1}
Um método largamente utilizado para o cálculo computacional desta versão é a Transformada rápida de Fourier (em inglês fast Fourier transform, ou FFT), cuja complexidade é O(n log n) contra O(n2) necessários para o mesmo cálculo.

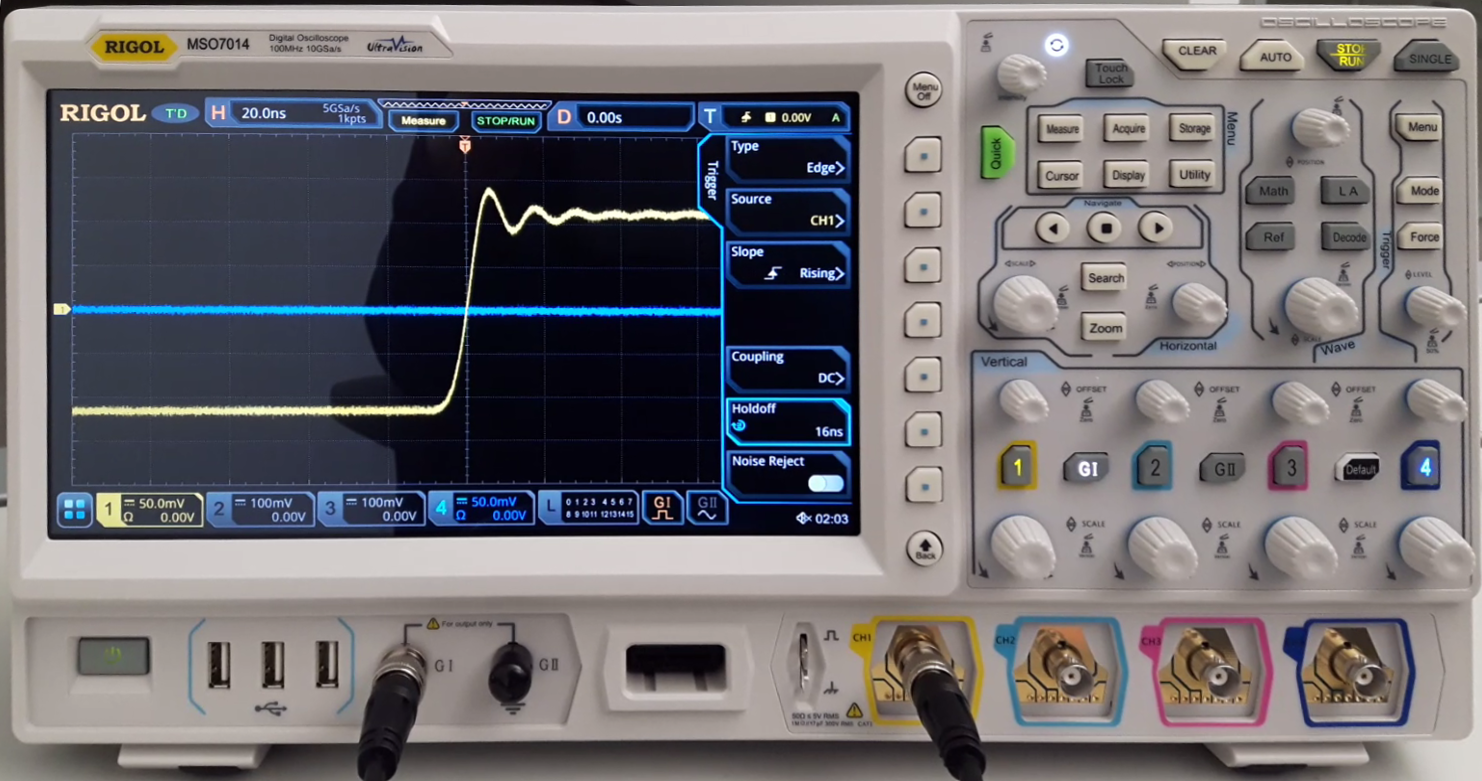
Osciloscópio

Um equipamento que utiliza a Transformada Discreta de Fourier (FDT), Transformada rápida de Fourier em computadores, é o osciloscópio. Ele consegue transformar um ou dois sinais em um gráfico ao longo do tempo, no qual é possível analisar a tensão e outras grandezas ao longo do tempo. Entretanto, é possível analisar algumas grandezas no domínio da frequência também. Para isso, o equipamento realizada uma FDT e passa a emitir no display as grandezas no domínio do tempo. Ao estudar o comportamento de componentes elétricos, utiliza-se usualmente o domínio do tempo, entretanto, torna-se indispensável utilizar a FDT quando analisamos sinais. Em conjunto com a função FDT ( FFT em inglês), podemos utilizar a função cursor, no qual movemos uma linha ao longo do display para ver a frequência de cada pico e a tensão, podendo ver quanto que cada frequência representa no sinal total.

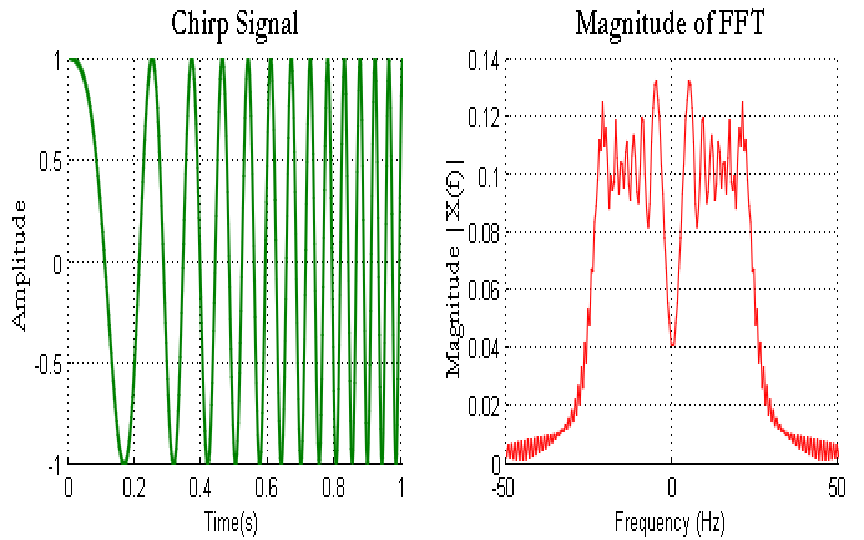
FFT

## Algumas transformadas de Fourier
Nesta tabela, {\displaystyle \delta (t)\,} é a delta de Dirac, u(t) é a função de passo Heaviside, sgn(t) é a função sinal, rect(t) é a função retangular, sinc(t) é a função sinc = {\displaystyle {\frac {\operatorname {sen} \pi t}{\pi t}}} e tri(t) é a função triangular.
| Alguns pares de transformadas de Fourier                                 | Alguns pares de transformadas de Fourier |
| {\displaystyle f(t)}                                                     | {\displaystyle F(\omega )} |
| ------------------------------------------------------------------------ | --- |
| {\displaystyle \delta (t)\,\!}                                           | {\displaystyle 1\,\!} |
| {\displaystyle \delta (t-a)\,\!}                                         | {\displaystyle e^{-ia\omega }\,\!} |
| {\displaystyle u(t)\,\!}                                                 | {\displaystyle \pi \delta (\omega )+{\frac {1}{i\omega }}\,\!} |
| {\displaystyle 1\,\!}                                                    | {\displaystyle 2\pi \delta (\omega )\,\!} |
| {\displaystyle \operatorname {sgn} (t)\,\!}                              | {\displaystyle {\frac {2}{i\omega }}\,\!} |
| {\displaystyle e^{i\omega _{0}t}\,\!}                                    | {\displaystyle 2\pi \delta (\omega -\omega _{0})\,\!} |
| {\displaystyle \cos \omega _{0}t\,\!}                                    | {\displaystyle \pi (\delta (\omega -\omega _{0})+\delta (\omega +\omega _{0}))\,\!}                                                                                      |
| {\displaystyle \operatorname {sen} \omega _{0}t\,\!}                     | {\displaystyle {\frac {\pi }{i}}(\delta (\omega -\omega _{0})-\delta (\omega +\omega _{0}))\,\!}                                                                         |
| {\displaystyle \operatorname {rect} \left({\frac {t}{a}}\right)\,\!}     | {\displaystyle \|a\|\cdot \operatorname {sinc} \left(a{\frac {\omega }{2\pi }}\right)\;=\;{\frac {2}{\omega }}\operatorname {sen} \left({\frac {\omega }{a}}\right)\,\!} |
| {\displaystyle \cos(\omega _{0}t)u(t)\,\!}                               | {\displaystyle {\frac {\pi }{2}}(\delta (\omega -\omega _{0})+\delta (\omega +\omega _{0}))+{\frac {i\omega }{\omega _{0}^{2}-\omega ^{2}}}\,\!}                         |
| {\displaystyle \operatorname {sen}(\omega _{0}t)u(t)\,\!}                | {\displaystyle {\frac {\pi }{2i}}(\delta (\omega -\omega _{0})-\delta (\omega +\omega _{0}))+{\frac {\omega ^{2}}{\omega _{0}^{2}-\omega ^{2}}}\,\!}                     |
| {\displaystyle \operatorname {rect} (t/a)\cos(\omega _{0}t)\,\!}         | {\displaystyle a\left(\operatorname {sinc} {\frac {(\omega -\omega _{0})a}{2\pi }}+\operatorname {sinc} {\frac {(\omega +\omega _{0})a}{2\pi }}\right)\,\!}              |
| {\displaystyle \operatorname {sinc} \left({\frac {t}{a}}\right)\,\!}     | {\displaystyle \|a\|\cdot \operatorname {rect} \left({\frac {\omega }{2\pi a}}\right)\,\!}                                                                               |
| {\displaystyle \operatorname {sinc} ^{2}\left({\frac {t}{a}}\right)\,\!} | {\displaystyle \|a\|\cdot \operatorname {tri} \left({\frac {\omega }{2\pi a}}\right)\,\!}                                                                                |
| {\displaystyle e^{-at}u(t),\operatorname {Re} (a)>0\,\!}                 | {\displaystyle {\frac {1}{a+i\omega }}\,\!} |
| {\displaystyle t^{n}\,\!}                                                | {\displaystyle 2\pi i^{n}\delta ^{n}(\omega )\,\!} |
| {\displaystyle t^{n-1}e^{-at}u(t),\operatorname {Re} (a)>0\,\!}          | {\displaystyle {\frac {(n-1)!}{(a+i\omega )^{n}}}\,\!} |
| {\displaystyle e^{-a\|t\|},\operatorname {Re} (a)>0\,\!}                 | {\displaystyle {\frac {2a}{a^{2}+\omega ^{2}}}\,\!} |
| {\displaystyle e^{-\pi t^{2}}\,\!}                                       | {\displaystyle e^{-{\frac {\omega ^{2}}{4\pi }}}\,\!} |
| {\displaystyle {\frac {1}{\sqrt {\|t\|}}}\,\!}                           | {\displaystyle {\sqrt {\frac {2\pi }{\|\omega \|}}}\,\!} |
| {\displaystyle {\frac {1}{t^{2}+a^{2}}}\,\!}                             | {\displaystyle {\frac {\pi }{a}}e^{-a\|\omega \|}\,\!} |
| {\displaystyle \operatorname {tri} (t)\,\!}                              | {\displaystyle \operatorname {sinc} ^{2}\left({\frac {\omega }{2\pi }}\right)\,\!}                                                                                       |

## Transformadas operacionais
As transformadas de Fourier, assim como as de Laplace, podem ser classificadas como funcionais e operacionais.

### Multiplicação por uma constante
Pela integral que define a transformada de Fourier,
{\displaystyle {\mathcal {F}}\left\{f(t)\right\}=F\left(\omega \right)} , então  {\displaystyle {\mathcal {F}}\left\{Kf(t)\right\}=KF\left(\omega \right)}
Assim, a multiplicação de {\displaystyle f(t)} por uma constante corresponde à multiplicação de {\displaystyle F\left(\omega \right)} pela mesma constante.

### Adição (subtração)
A adição (subtração) no domínio do tempo corresponde à adição (subtração) no domínio da frequência. Ou seja,
{\displaystyle {\mathcal {F}}\left\{f_{1}(t)\right\}=F_{1}\left(\omega \right)}
{\displaystyle {\mathcal {F}}\left\{f_{2}\left(t\right)\right\}=F_{2}\left(\omega \right)}
{\displaystyle {\mathcal {F}}\left\{f_{3}(t)\right\}=F_{3}\left(\omega \right)}
então, {\displaystyle {\mathcal {F}}\left\{f_{1}(t)-f_{2}(t)+f_{3}(t)\right\}=F_{1}\left(\omega \right)-F_{2}\left(\omega \right)+F_{3}\left(\omega \right)}

### Diferenciação
A transformada de Fourier da derivada de primeira ordem de {\displaystyle f\left(t\right)} é
{\displaystyle {\mathcal {F}}\left\{{\frac {df\left(t\right)}{dt}}\right\}=j\omega F\left(\omega \right)}
A derivada de ordem n de {\displaystyle f\left(t\right)} é
{\displaystyle {\mathcal {F}}\left\{{\frac {d^{n}f\left(t\right)}{dt}}\right\}={\left(j\omega \right)}^{n}F\left(\omega \right)}
Estas equações somente serão válidas apenas se {\displaystyle f\left(t\right)} for zero em {\displaystyle \pm \infty }.

### Integração
Se {\displaystyle g\left(t\right)=\int _{-\infty }^{t}{f\left(x\right)dx}}   então, {\displaystyle {\mathcal {F}}\left\{g(t)\right\}={\frac {F\left(\omega \right)}{J\omega }}}
Esta equação somente é válida se {\displaystyle \int _{-\infty }^{\infty }{f\left(x\right)dx=0}}

## Transformada de Fourier de funções especiais
Uma condição suficiente para que uma função possua uma transformada de Fourier é a seguinte:
{\displaystyle \int _{-\infty }^{\infty }|f(t)|dt<\infty }
Geometricamente a condição impõe que a área abaixo da curva de {\displaystyle |f(t)|} deve ser finita.
Essa condição não é uma restrição e sim uma garantia de que, caso satisfeita, há uma transformada de Fourier correspondente para tal função. No entanto, existem muitas outras funções que, apesar de não satisfazerem tal condição, também possuem transformada de Fourier. Algumas funções que pertencem a essa categoria especial são apresentadas a seguir.

#### Transformada de Fourier da função delta de Dirac
A transformada da função delta de Dirac é dada por:
{\displaystyle {\mathcal {F}}\{\delta (t-a)\}=\int _{-\infty }^{\infty }\delta (t-a)e^{-i\omega t}dt}.
Pela propriedade da filtragem:
{\displaystyle \int _{-\infty }^{\infty }\delta (t-a)e^{-i\omega t}dt=e^{-i\omega a}}.
Logo a transformada da função delta de Dirac é dada por:
{\displaystyle {\mathcal {F}}\{\delta (t-a)\}=e^{-i\omega a}}
No caso especial em que a = 0 temos:
{\displaystyle {\mathcal {F}}\{\delta (t)\}=\int _{-\infty }^{\infty }\delta (t)e^{-i\omega t}dt=e^{-i\omega 0}}.
Logo:
{\displaystyle {\mathcal {F}}\{\delta (t)\}=1}

#### Transformada de Fourier de uma função periódica
Uma função periódica pode ser representada em série de Fourier complexa da seguinte forma:
{\displaystyle f(t)=\sum _{n=-\infty }^{\infty }C_{n}e^{i\omega _{n}t}} onde {\displaystyle C_{n}={\frac {1}{T}}\int _{-{\frac {T}{2}}}^{\frac {T}{2}}f(t)e^{-i\omega _{n}t}dt}
e {\displaystyle \omega _{n}={\frac {2\pi n}{T}}}
Aplicando a transformada de Fourier na igualdade obtemos:
{\displaystyle {\mathcal {F}}\{f(t)\}={\mathcal {F}}\left\{\sum _{n=-\infty }^{\infty }C_{n}e^{i\omega _{n}t}\right\}}
A transformada de Fourier dada por {\displaystyle {\mathcal {F}}\{f(t)\}=\int _{-\infty }^{\infty }f(t)e^{-i\omega t}dt} é uma integral com respeito a uma variável, t nesse caso, e sendo a integral uma operação linear podemos tomar a transformada somente em relação aos termos que envolvem t:
{\displaystyle {\mathcal {F}}\{f(t)\}=\sum _{n=-\infty }^{\infty }C_{n}{\mathcal {F}}\left\{e^{i\omega _{n}t}\right\}}
Para calcular {\displaystyle {\mathcal {F}}\left\{e^{i\omega _{n}t}\right\}} partimos da expressão deduzida na seção referente a transformada da função delta de Dirac:
{\displaystyle {\mathcal {F}}\{\delta (t)\}=1}
Aplicamos a transformada inversa:
{\displaystyle {\mathcal {F}}^{-1}\{{\mathcal {F}}\{\delta (t)\}\}={\mathcal {F}}^{-1}\{1\}}
{\displaystyle \delta (t)={\frac {1}{2\pi }}\int _{-\infty }^{\infty }1e^{i\omega t}dt}
Trocando t por -t:
{\displaystyle \delta (-t)={\frac {1}{2\pi }}\int _{-\infty }^{\infty }1e^{-i\omega t}dt}
(Observe que a troca de {\displaystyle dt} por {\displaystyle d(-t)} é neutralizada pela inversão dos limites de integração de {\displaystyle -\infty } pra {\displaystyle +\infty } e vice-versa)
Agora, permutando t e w:
{\displaystyle 2\pi \delta (-w)=\int _{-\infty }^{\infty }1e^{-i\omega t}dw}
Fica evidente que:
{\displaystyle 2\pi \delta (-w)={\mathcal {F}}\{1\}}
Devido a paridade da função delta de Dirac:
{\displaystyle 2\pi \delta (-\omega )=2\pi \delta (\omega )}
Temos que:
{\displaystyle {\mathcal {F}}\{1\}=2\pi \delta (\omega )}
No entanto, pela propriedade do deslocamento no eixo de frequência, temos:
{\displaystyle {\mathcal {F}}\{1e^{i\omega _{n}t}\}={\mathcal {F}}\{e^{i\omega _{n}t}\}=2\pi \delta (\omega -\omega _{n})}
Finalmente, a transformada de Fourier de uma função periódica é dada por:
{\displaystyle {\mathcal {F}}\{f(t)\}=2\pi \sum _{n=-\infty }^{\infty }C_{n}\delta (\omega -\omega _{n})}
O resultado demonstra que transformada de Fourier de qualquer função periódica é uma sequência de impulsos equidistantes.

## Aplicação em problemas

### Resposta em regime transitório de circuitos elétricos
Utilizaremos a transformada de Fourier para determinar io(t) no circuito abaixo, sabendo que ig(t) vale 20 sgn(t) amperes.
Primeiramente, calcula-se a transformada de Fourier da fonte de corrente:
{\displaystyle Ig(w)={\mathcal {F}}\left\{20sgn(t)\right\}}
{\displaystyle =20{\biggl (}{\frac {2}{jw}}{\biggr )}}
{\displaystyle ={\frac {40}{jw}}}
A função de transferência do circuito é a razão entre Io e Ig, desta maneira:
{\displaystyle H(w)={\frac {Io}{Ig}}={\frac {1}{4+jw}}}
A transformada de Fourier de io(t) é a seguinte:
H(ω) = Ig(ω)H(ω)
{\displaystyle ={\frac {40}{jw(4+jw)}}}
Ao expandir Io(ω) em uma soma de frações parciais, temos:
{\displaystyle Io(w)={\frac {C1}{jw}}+{\frac {C2}{4+jw}}}
Analisando C1 e C2, obtemos:
{\displaystyle C1={\frac {40}{4}}=10,}
{\displaystyle C2={\frac {40}{-4}}=-10.}
Portanto,
{\displaystyle Io(w)={\frac {10}{jw}}-{\frac {10}{4+jw}}.}
Logo, a resposta para Io(t) é:
{\displaystyle io(t)={\mathcal {F}}^{-1}\{Io(w)\}}
{\displaystyle =5sgn(t)-10e^{-4t}u(t).}
Vale observar que uma característica importante da transformada de Fourier é que ela fornece, de maneira direta, a resposta de regime permanente do circuito quando a entrada é do tipo senoidal.

### Circuitos RLC em série
A transformada de Fourier também pode ser utilizada para a resolução de funções ordinárias. Como exemplo podemos tratar de circuitos RLC em série com o objetivo de encontrar a função de transferência entre a tensão de saída e a tensão de entrada do circuito.

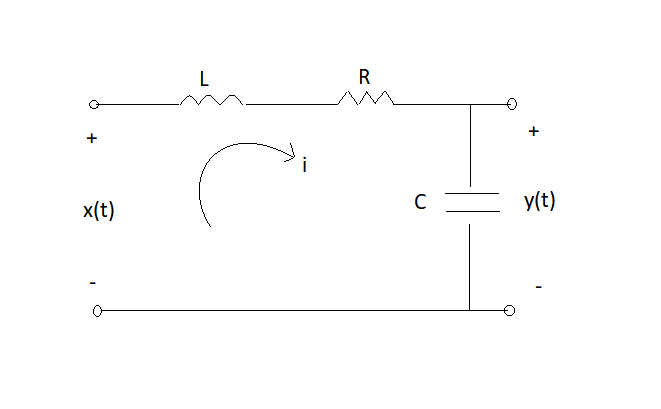
Circuito RLC

Vamos considerar  como a função de transferência:
{\displaystyle H(\omega )={{Y(\omega )} \over {X(\omega )}}}
Primeiramente podemos utilizar a Lei de Kirchhoff para obter o seguinte:
{\displaystyle -x(t)+Vl+Vr+y(t)=0}
Na qual   {\displaystyle Vl}e {\displaystyle Vr}  correspondem às quedas de tensão no indutor e no resistor, respectivamente. Ou seja:
{\displaystyle Vl=L{di \over dt}}  e  {\displaystyle Vr=Ri}
Substituindo na equação obtemos:
{\displaystyle x(t)=L{di \over dt}+Ri+y(t)}
A corrente pode ainda, ser descrita em função de y ou de x, considerando a corrente que passa no circuito como a própria corrente que passa no capacitor. Para isso utilizamos a seguinte relação:
{\displaystyle ic=i=C{d \over dt}y(t)}
Substituindo na equação podemos obter:
{\displaystyle x(t)=LC{\operatorname {d} \!^{2} \over \operatorname {d} \!t^{2}}y(t)+RC{d \over dt}y(t)+y(t)}
Fazendo a transformada de Fourier nos dois lados da igualdade e aplicando o método da linearidade obtemos:
{\displaystyle {\mathcal {F}}\{x(t)\}={\mathcal {F}}\{LC{d^{2} \over dt^{2}}y(t)\}+{\mathcal {F}}\{RC{d \over dt}y(t)\}+{\mathcal {F}}\{y(t)\}}
Utilizando o método da transformada da derivada segunda em {\displaystyle {\mathcal {F}}\{LC{d^{2} \over dt^{2}}y(t)\}}, da transformada da derivada primeira em {\displaystyle {\mathcal {F}}\{RC{d \over dt}y(t)\}} e colocando {\displaystyle Y({\mathcal {\omega }})}  em evidência chegamos na equação abaixo:
{\displaystyle X(\omega )=Y(\omega )(-\omega ^{2}LC+j\omega RC+1)}
Isolando {\displaystyle {Y(\omega )} \over {X(\omega })}e substituindo-o pela função de transferência {\displaystyle H({\mathcal {\omega }})}  temos a equação:
{\displaystyle {{Y(\omega )} \over {X(\omega }}=H({\mathcal {\omega }})={1 \over (-{\mathcal {\omega }}^{2}LC+j{\mathcal {\omega }}RC+1)}}
Deixando em função do tempo temos:
{\displaystyle y(t)={\mathcal {F}}^{-1}{\{H({\mathcal {\omega }})\}}*x(t)}

## Equação do calor
Considere o problema evolutivo de difusão de temperatura numa barra infinita, dado pela equação de calor
{\displaystyle {\partial u \over \partial t}(x,t)=\mu {\partial ^{2}u \over \partial x^{2}}(x,t),\ x\ \epsilon \ (-\infty ,\infty ),t>0}
{\displaystyle u(x,0)=f(x)}
Tomando a transformada de Fourier desse problema na variável x, obtemos
{\displaystyle {\partial (F_{x}\ [u(x,t)]) \over \partial t}=-\mu k^{2}(F_{x}\ [u(x,t)])}
{\displaystyle F_{x}\ [u(x,0)]=F_{x}\ [f(x)]}
onde se usou a propriedade 2 da transformada da derivada.
Denotando {\displaystyle F_{x}\ [u(x,t)]:=U(k,t)}, podemos escrever o problema de uma forma mais limpa, e
Sabendo que {\displaystyle {\mathcal {F}}\left\lbrace {\partial u \over \partial t}(x,t)\right\rbrace ={\partial U \over \partial t}(k,t)}
Demonstração :
{\displaystyle {\mathcal {F}}\left\lbrace {\partial u \over \partial t}(x,t)\right\rbrace =\int _{-\infty }^{\infty }{\partial u \over \partial t}e^{-ikx}dx}
{\displaystyle =\int _{-\infty }^{\infty }\lim _{\Delta t\to 0}{\frac {u(x,t+\Delta t)-u(x,t)}{\Delta t}}.e^{-ikt}dx}
{\displaystyle =\lim _{\Delta t\to 0}{\frac {\int _{-\infty }^{\infty }u(x,t+\Delta t).e^{-ikt}dx-\int _{-\infty }^{\infty }u(x,t).e^{-ikt}dx}{\Delta t}}}
{\displaystyle =\lim _{\Delta t\to 0}{\frac {U(k,t+\Delta t)-U(k,t)}{\Delta t}}}
{\displaystyle ={\partial U \over \partial t}(k,t)}
obtemos então :
{\displaystyle {\partial U \over \partial t}=-\mu k^{2}U}
{\displaystyle U(k,0)=F(k)}
Essa é uma equação que pode ser resolvida por várias métodos, entre eles separação de variáveis:
{\displaystyle {1 \over U}{\partial U \over \partial t}=-\mu k^{2}}
{\displaystyle ln(U)=-\mu k^{2}t+C}
{\displaystyle U=e^{-\mu k^{2}t+C}=Ke^{-\mu k^{2}t}}
onde {\displaystyle K=e^{C}} é uma constante de integração que é calculada om a condição inicial:
{\displaystyle U(k,0)=Ke^{-\mu k^{2}.0}=F(k)\Rightarrow K=F(k)}
Logo,
{\displaystyle U(k,t)=F_{x}(u(x,t))=F(k)e^{-\mu k^{2}t}}
Agora, precisamos calcular a transformada inversa de {\displaystyle U(k,t)} para obter a solução {\displaystyle u(x,t)} do problema original.
Temos que
{\displaystyle F_{k}^{-1}(e^{-k^{2}})={1 \over 2{\sqrt {\pi }}}e^{-x^{2} \over 4}}
Usando a propriedade de mudança de escala com {\displaystyle a={\sqrt {\mu t}}} temos
{\displaystyle F_{k}^{-1}\left(e^{-\mu tk^{2}}\right)=F_{k}^{-1}\left(e^{-{\sqrt {\mu tk}}^{2}}\right)={1 \over 2{\sqrt {\pi }}}{1 \over {\sqrt {\mu t}}}e^{\left(-{x \over {\sqrt {\mu t}}}\right)^{2} \over 4}}
ou seja,
{\displaystyle F_{k}^{-1}\left(e^{-{\sqrt {\mu tk}}^{2}}\right)={1 \over {\sqrt {4\pi \mu t}}}e^{-{x^{2} \over 4\mu t}}}
Aplicando esse resultado juntamente com o teorema da convolução na equação, obtemos
{\displaystyle u(x,t)={1 \over {\sqrt {4\pi \mu t}}}\int _{-\infty }^{\infty }f(y)e^{-{(x-y)^{2} \over 4\mu t}}dy}

## Equação do calor com termo fonte
A difusão de temperatura numa barra infinita com um termo fonte é dada por:
{\displaystyle {\partial u \over \partial t}=\mu {\partial ^{2}u \over \partial x^{2}}+f(x,t),\ x\ \epsilon \ (-\infty ,\infty ),t>0}
{\displaystyle u(x,0)=0}
Fazendo a transformada de Fourier em x temos:
{\displaystyle {\partial (F_{x}\ [u(x,t)]) \over \partial t}=-\mu k^{2}(F_{x}\ [u(x,t)])+F_{x}[f(x,t)]}
{\displaystyle F_{x}[u(x,0)]=0}
Denotando {\displaystyle F_{x}\ [u(x,t)]:=U(k,t)}, temos:
{\displaystyle {\partial U \over \partial t}=-\mu k^{2}U+F}
{\displaystyle U(k,0)=0}
Esta equação diferencial é resolvida por fator integrante:
{\displaystyle {\partial U \over \partial t}+\mu k^{2}U=F}
{\displaystyle e^{\mu k^{2}t}{\partial U \over \partial t}+e^{\mu k^{2}t}\mu k^{2}U=e^{\mu k^{2}t}F}
{\displaystyle {\partial  \over \partial t}(Ue^{\mu k^{2}t})=e^{\mu k^{2}t}F}
{\displaystyle U(k,t)e^{\mu k^{2}t}-U(k,0)e^{\mu k^{2}0}=\textstyle \int \limits _{0}^{t}\displaystyle e^{\mu k^{2}\tau }F(k,\tau )d\tau }
{\displaystyle U(k,t)=e^{-\mu k^{2}t}\textstyle \int _{0}^{t}\displaystyle e^{\mu k^{2}\tau }F(k,\tau )d\tau }
{\displaystyle U(k,t)=F_{x}[u(x,t)]=\textstyle \int _{0}^{t}\displaystyle e^{-\mu (t-\tau )k^{2}}F(k,\tau )d\tau }
Fazendo a transformada inversa, temos:
{\displaystyle F_{x}^{-1}[e^{-\mu (t-\tau )k^{2}}]={\frac {1}{\sqrt {4\pi \mu (t-\tau )}}}e^{-{\frac {x^{2}}{4\mu (t-\tau )}}}}
Pelo teorema da convolução, temos:
{\displaystyle u(x,t)=\int \limits _{0}^{t}\displaystyle \left[F_{x}^{-1}(e^{-\mu (t-\tau )k^{2}})*f(x,\tau )\right]d\tau }
{\displaystyle u(x,t)=\int \limits _{0}^{t}\displaystyle \left[\left({\frac {1}{\sqrt {4\pi \mu (t-\tau )}}}e^{-{\frac {x^{2}}{4\mu (t-\tau )}}}\right)*f(x,\tau )\right]d\tau }
{\displaystyle u(x,t)={\frac {1}{\sqrt {4\pi \mu }}}\textstyle \int \limits _{0}^{t}\displaystyle [{\frac {1}{\sqrt {(t-\tau )}}}\textstyle \int \limits _{-\infty }^{\infty }\displaystyle e^{-{\frac {(x-y)^{2}}{4\mu (t-\tau )}}}f(y,\tau )dy]d\tau }

## Equação da difusão do sal em uma tubulação longa
Considere o fenômeno de difusão de sal ao longo de um cano longo e fino. Supondo que uma quantidade {\displaystyle Q} de sal foi introduzida no ponto {\displaystyle x_{0}}, temos as seguintes equações:
{\displaystyle {\partial \rho  \over \partial t}=\mu {\partial ^{2}\rho  \over \partial x^{2}}}, com {\displaystyle -\infty <x<\infty } e {\displaystyle t>0}
{\displaystyle \rho (x,o)={Q \over A}\delta (x-x_{0})}
Onde:
{\displaystyle \rho =\rho (x,t)\rightarrow } concentração de sal
{\displaystyle x\rightarrow } variável espacial
{\displaystyle t\rightarrow } variável temporal
{\displaystyle \mu \rightarrow } Coeficente de Difusão
{\displaystyle Q\rightarrow } quantidade de sal
{\displaystyle A\rightarrow } área da seção transversal

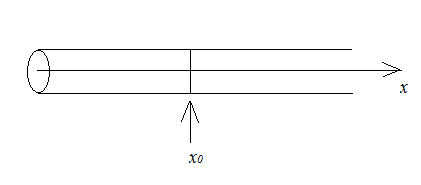
Tubulação com uma certa quantidade de sal introduzida no ponto x_0.

Solução: Aplica-se a transformada de Fourier:
{\displaystyle {\begin{cases}F_{x}{\begin{Bmatrix}{\partial \rho  \over \partial t}\end{Bmatrix}}=\mu F_{x}{\begin{Bmatrix}{\partial ^{2}\rho  \over \partial x^{2}}\end{Bmatrix}}\\F_{x}{\begin{Bmatrix}\rho (x,0)\end{Bmatrix}}={Q \over A}F_{x}{\begin{Bmatrix}\delta (x-x_{o})\end{Bmatrix}}\end{cases}}}
e temos:
{\displaystyle \partial F_{x}\{\rho \}=-\mu k^{2}F_{x}\{\rho \}}
{\displaystyle F_{x}\{\rho (x,0)\}={Q \over A}e^{-ix_{0}k}}, onde usou-se as propriedades da linearidade, transformada da derivada (com {\displaystyle i^{2}=-1}) e a propriedade da filtragem de Fourier.
Para facilitar o cálculo colocaremos {\displaystyle F_{x}\{\rho \}=\Gamma } e teremos:
{\displaystyle {\begin{cases}{\partial \Gamma  \over \partial t}=-\mu k^{2}\Gamma \\\Gamma (k,0)={Q \over A}e^{-ix_{0}k}\end{cases}}}
Resolvemos a primeira equação (Equação diferencial ordinária) no tempo t:
{\displaystyle {\partial \Gamma  \over \Gamma }=-\mu k^{2}\partial t}
e temos:
{\displaystyle \longrightarrow ln|\Gamma |=-\mu k^{2}t+C}
{\displaystyle \longrightarrow \Gamma =e^{-\mu k^{2}t}e^{C}=\mu e^{-\mu k^{2}t}}, onde {\displaystyle \mu =e^{C}}
Como {\displaystyle \Gamma (k,0)={Q \over A}e^{-ix_{0}k}} e {\displaystyle \Gamma (k,0)=\mu e^{-uk^{2}.0}},
{\displaystyle \mu ={Q \over A}e^{-ix_{0}k}}
{\displaystyle \Rightarrow \Gamma (k,t)={Q \over A}e^{-ix_{0}k}e^{-\mu k^{2}t}}
Agora calculamos a solução aplicando a transformada inversa de Fourier:
{\displaystyle F_{x}^{-1}\left\{{Q \over A}e^{-ix_{0}k}\right\}={Q \over A}\delta (x-x_{0})}
{\displaystyle F_{x}^{-1}\{e^{-\mu k^{2}t}\}={1 \over 2\pi }\int \limits _{-\infty }^{\infty }e^{-\mu k^{2}t}e^{ikx}dk} lembrando que a transformada de Fourier depende de {\displaystyle x} e {\displaystyle k} somente
{\displaystyle ={1 \over \pi }\int \limits _{0}^{\infty }e^{-\mu k^{2}t}\cos(kx)dk} 
Obs.: para seguirmos para o próximo passo é interessante lembrar que {\displaystyle \int \limits _{0}^{\infty }e^{-a^{2}x^{2}}\cos(mx)dx={{\sqrt {\pi }} \over 2a}e^{-m^{2} \over 4a},a>0}, onde {\displaystyle x\rightarrow k,m\rightarrow x,a^{2}=ut/a={\sqrt {ut}}}
Assim temos: {\displaystyle F_{x}^{-1}\{e^{-\mu k^{2}t}\}={1 \over \pi }{{\sqrt {\pi }} \over 2{\sqrt {ut}}}e^{-{z^{2} \over 4ut}}={1 \over {\sqrt {4\pi ut}}}e^{-{x^{2} \over 4ut}}}
Portanto: {\displaystyle \rho (x,t)=\int \limits _{-\infty }^{\infty }{Q \over A}\delta (y-x_{0}){1 \over {\sqrt {4\pi ut}}}e^{-{(x-y)^{2} \over 4ut}}dy}
{\displaystyle \rho (x,t)={Q \over A{\sqrt {4\pi ut}}}e^{-(x-x_{0})^{2} \over 4ut}}

## Vibrações livres transversais
Considere o problema de vibrações livres transversais de uma barra infinita governada por
{\displaystyle {\frac {\partial ^{4}y}{\partial x^{4}}}+{\frac {1}{a^{2}}}{\frac {\partial ^{2}y}{\partial t^{2}}}=0}
{\displaystyle t>0,x\in (-\infty ,\infty )}
{\displaystyle y(x,0)=f(x)}
{\displaystyle {\frac {\partial y}{\partial t}}(x,0)=ag''(x)}
Aplicando a transformada de Fourier e tomando a notação {\displaystyle Y(k,t)={\mathcal {F}}\{y(x,t)\}}, obtemos:
{\displaystyle {\frac {\partial ^{2}Y}{\partial t^{2}}}+k^{4}a^{2}Y=0}
{\displaystyle Y(0)={\mathcal {F}}\{f\}=F(k)}
{\displaystyle {\frac {\partial Y}{\partial t}}(0)=-ak^{2}G(k)}
tendo a solução
{\displaystyle Y(k,t)=F(k)\cos(ak^{2}t)-G(k)\operatorname {sen}(ak^{2}t)}
Tomando a transformada inversa de Fourier, obtemos:
{\displaystyle y(k,t)={\frac {1}{2\pi }}\int \limits _{-\infty }^{\infty }F(k)\cos(ak^{2}t)e^{ikx}dk-{\frac {1}{2\pi }}\int \limits _{-\infty }^{\infty }G(k)\operatorname {sen}(ak^{2}t)e^{ikx}dk}
Usando o fato que
{\displaystyle \int \limits _{-\infty }^{\infty }e^{-k^{2}a}e^{ikx}dk={\frac {\sqrt {\pi }}{\sqrt {a}}}e^{-{\frac {x^{2}}{4a}}}}
e
{\displaystyle {\frac {1}{(ai)^{\frac {1}{2}}}}={\frac {1}{\sqrt {a}}}e^{-i{\frac {1}{4}}\pi }}
trocamos {\displaystyle a} por {\displaystyle ai} para obter:
{\displaystyle {\frac {1}{2\pi }}\int \limits _{-\infty }^{\infty }(\cos(ak^{2}t)-i\operatorname {sen}(ak^{2}t))e^{ikx}dk={\frac {1}{2{\sqrt {\pi a}}}}e^{i({\frac {x^{2}}{4a}}-{\frac {\pi }{4}})}}
Tomando as partes real e imaginária nesta equação, obtemos que:
{\displaystyle {\frac {1}{2\pi }}\int \limits _{-\infty }^{\infty }\cos(ak^{2}t)e^{ikx}dk={\frac {\sqrt {2}}{4{\sqrt {\pi a}}}}{\biggl (}\cos {\biggl (}{\frac {x^{2}}{4a}}{\biggl )}+\operatorname {sen} {\biggl (}{\frac {x^{2}}{4a}}{\biggl )}{\biggl )}}
e
{\displaystyle {\frac {1}{2\pi }}\int \limits _{-\infty }^{\infty }\operatorname {sen}(ak^{2}t)e^{ikx}dk={\frac {\sqrt {2}}{4{\sqrt {\pi a}}}}{\biggl (}\cos {\biggl (}{\frac {x^{2}}{4a}}{\biggl )}-\operatorname {sen} {\biggl (}{\frac {x^{2}}{4a}}{\biggl )}{\biggl )}}
Utilizando o resultado sobre convoluções, obtemos que:
{\displaystyle {\frac {1}{2\pi }}\int \limits _{-\infty }^{\infty }F(k)\cos(ak^{2}t)e^{-ikx}dk={\frac {\sqrt {2}}{4{\sqrt {\pi at}}}}\int \limits _{-\infty }^{\infty }f(x-y){\biggl [}\cos {\biggl (}{\frac {y^{2}}{4at}}{\biggl )}+\operatorname {sen} {\biggl (}{\frac {y^{2}}{4at}}{\biggl )}{\biggl ]}dy}
e
{\displaystyle {\frac {1}{2\pi }}\int \limits _{-\infty }^{\infty }G(k)\cos(ak^{2}t)e^{-ikx}dk={\frac {\sqrt {2}}{4{\sqrt {\pi at}}}}\int \limits _{-\infty }^{\infty }g(x-y){\biggl [}\cos {\biggl (}{\frac {y^{2}}{4at}}{\biggl )}-\operatorname {sen} {\biggl (}{\frac {y^{2}}{4at}}{\biggl )}{\biggl ]}dy}
ou seja,
{\displaystyle y(x,t)={\frac {1}{2{\sqrt {2\pi at}}}}\int \limits _{-\infty }^{\infty }f(x-y){\biggl [}\cos {\biggl (}{\frac {y^{2}}{4at}}{\biggl )}+\operatorname {sen} {\biggl (}{\frac {y^{2}}{4at}}{\biggl )}{\biggl ]}dy-{\frac {1}{2{\sqrt {2\pi at}}}}\int \limits _{-\infty }^{\infty }g(x-y){\biggl [}\cos {\biggl (}{\frac {y^{2}}{4at}}{\biggl )}-\operatorname {sen} {\biggl (}{\frac {y^{2}}{4at}}{\biggl )}{\biggl ]}dy}
Escrevendo {\displaystyle u^{2}={\frac {y^{2}}{4at}}}, obtemos:
{\displaystyle y(x,t)={\frac {1}{\sqrt {2\pi }}}\int \limits _{-\infty }^{\infty }f(x-2ua^{\frac {1}{2}}t^{\frac {1}{2}})(\cos(u^{2})+\operatorname {sen}(u^{2}))du-{\frac {1}{\sqrt {2\pi }}}\int \limits _{-\infty }^{\infty }g(x-2ua^{\frac {1}{2}}t^{\frac {1}{2}})(\operatorname {sen}(u^{2})-\cos(u^{2}))du}

## Curiosidades

### Aplicação na conversão de gravações
Um arquivo de áudio, quando gravado em sua totalidade por uma gravadora, ocupa um grande espaço para seu armazenamento e, consequentemente, causa lentidão no aparelho em que será reproduzido. A conversão feita para arquivos do tipo MP3, por exemplo, que podem ser armazenados em pequenos espaços e reproduzidos muito mais rápido, necessitam da transformada de Fourier.
A gravação inicial de um áudio capta todas as frequências, mesmo as que quase não aparecem no som ou as que não são audíveis pelo ouvido humano. A gravação aparece como uma onda que varia com senos e cossenos e essa onda pode ser escrita como uma função em relação ao tempo.
Supondo que a equação da gravação, que é a amostragem da função seja dada por {\displaystyle f_{1}(t)}, pode-se defini-la por: {\displaystyle f_{1}(t)=f(t)\textstyle \sum _{n=-\infty }^{\infty }\displaystyle \delta (t-nT)} onde {\displaystyle T} é o período da função inicial. Aqui a primeira função foi reescrita como uma outra função multiplicando um delta de Dirac em todo o espaço da função analisada.
Usando-se a propriedade da filtragem para o Delta, pode-se reescrever {\displaystyle f_{1}(t)} como:
{\displaystyle f_{1}(t)={\frac {1}{T}}\sum _{-\infty }^{\infty }f(t)e^{iwnt}}.
Ao se aplicar a transformada de Fourier na função tem-se que:
{\displaystyle F_{1}(w)={\frac {1}{T}}\sum _{-\infty }^{\infty }{\mathcal {F}}{\{f(t)e^{iwnt}\}}} e usando a propriedade da translação:
{\displaystyle F_{1}(w)={\frac {1}{T}}\sum _{-\infty }^{\infty }F(w-wn)}
Como a função inicial {\displaystyle f_{1}(t)} é a gravação, pode encontrar o valor de {\displaystyle F_{1}(w)} fazendo sua transformada e consequentemente pela equação acima pode-se encontrar o valor de {\displaystyle F(w)}. Com isso, tem-se que:
{\displaystyle f(t)={\frac {1}{2\pi }}\int \limits _{-\infty }^{\infty }F(w)e^{iwt}dw}
Onde a função {\displaystyle f(t)} é a conversão para um arquivo muito mais leve e de fácil reprodução.
Em suma, nesse caso, a transformada consegue reconhecer as frequências que são dominantes na música e apresenta apenas as principais notas que compõe o harmônico daquele momento. Os limites da análise, que estão variando ao infinito, na transformada são reduzidos para os limites em que a frequência pode ser ouvida pelo ouvido humano, assim, o que resta são as principais frequências (harmônicos). A nova função tem vantagens pois será reproduzido apenas o que realmente é necessário no áudio.
Um outro exemplo é o Ogg Vorbis, formato de arquivo utilizado pelo Spotify em seu aplicativo de Desktop. O Vorbis usa uma versão computacional extremamente rápida da transformada de Fourier, chamada de transformada discreta de cossenos. Outro aplicativo de áudio extremamente famoso: Shazam, utiliza da transformada, por meio de um banco de frequências distintas em canções que compara com que é colocado para o mesmo ouvir.
Fones de ouvido com cancelamento de ruído utilizam da transformada de Fourier, um microfone grava o ruído do ambiente ao redor, mede o conteúdo da frequência em todo o espectro, e, em seguida, inverte o conteúdo para adicionar um som em seu mix de áudio que irá anular todos os sons indesejados ao seu redor.

### Processamento de imagens
Pode-se entender filtragem de uma imagem como suas respectivas técnicas de transformações aplicadas a cada pixel da imagem, levando em conta os níveis de cinza de uma região vizinha de cada pixel desta imagem. Tais técnicas se dividem basicamente em duas:
- Filtragem no domínio espacial
- Filtragem no domínio da frequência

A filtragem no domínio frequência é baseada no teorema da convolução. Esse processamento de imagens no domínio da frequência é realizado basicamente em 3 passos:
1. A imagem é transformada do domínio espacial para o domínio da frequência, pela transformada de Fourier.
2. Operações são realizadas na imagem.
3. Para que a imagem possa ser visível ao olho humano, então ocorre o processo inverso, onde a imagem no domínio da frequência é transformada para o domínio espacial. Este último passo é feito pela transformada inversa de Fourier.

A transformada de Fourier possui algumas propriedades que facilitam a sua utilização em aplicações computacionais, tais como: separabilidade, translação, periodicidade e simetria conjugada, rotação, distributividade, mudança de escala, valor médio, laplaciano, convolução, correlação e amostragem. Dentre essas, a propriedade da convolução é de fundamental importância para a compreensão das técnicas de processamento de imagens baseadas na transformada de Fourier.
De uma forma geral a convolução de uma imagem com outra imagem, forma uma terceira imagem. Essa convolução entre duas funções no domínio espacial tem como transformada a multiplicação das transformadas das duas funções no domínio frequência. Após discretização da imagem utilizando o algoritmo FFT (Fast Fourier Transform) a imagem está convoluída com o filtro, assim é aplicada a transformada inversa para retorno ao domínio espacial.
Uma informação importante que se pode obter pelo espectro de Fourier é a informação da força da imagem (image power), que é uma informação bastante importante quando se é necessário determinar o filtro a ser aplicado a imagem, sendo possível determinar o quanto em percentagem a imagem será retida ou atenuada.
A filtragem mais simples utilizada é realizada através de um filtro passa faixa ou passa-banda, removendo então regiões selecionadas de frequências entre altas e baixas frequências.